# Biserica fortificată din Ticușu Vechi

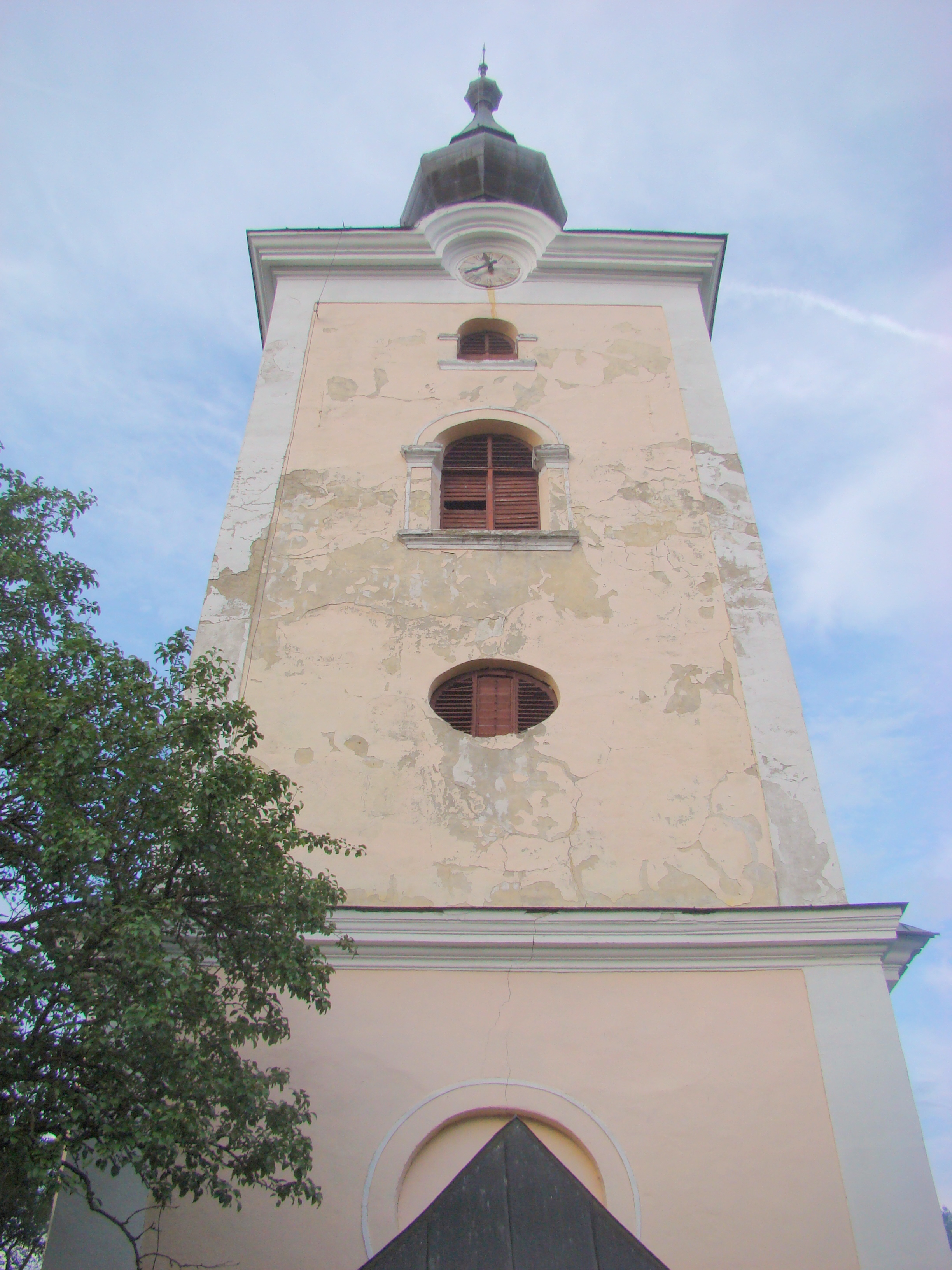
Turnul-clopotniță

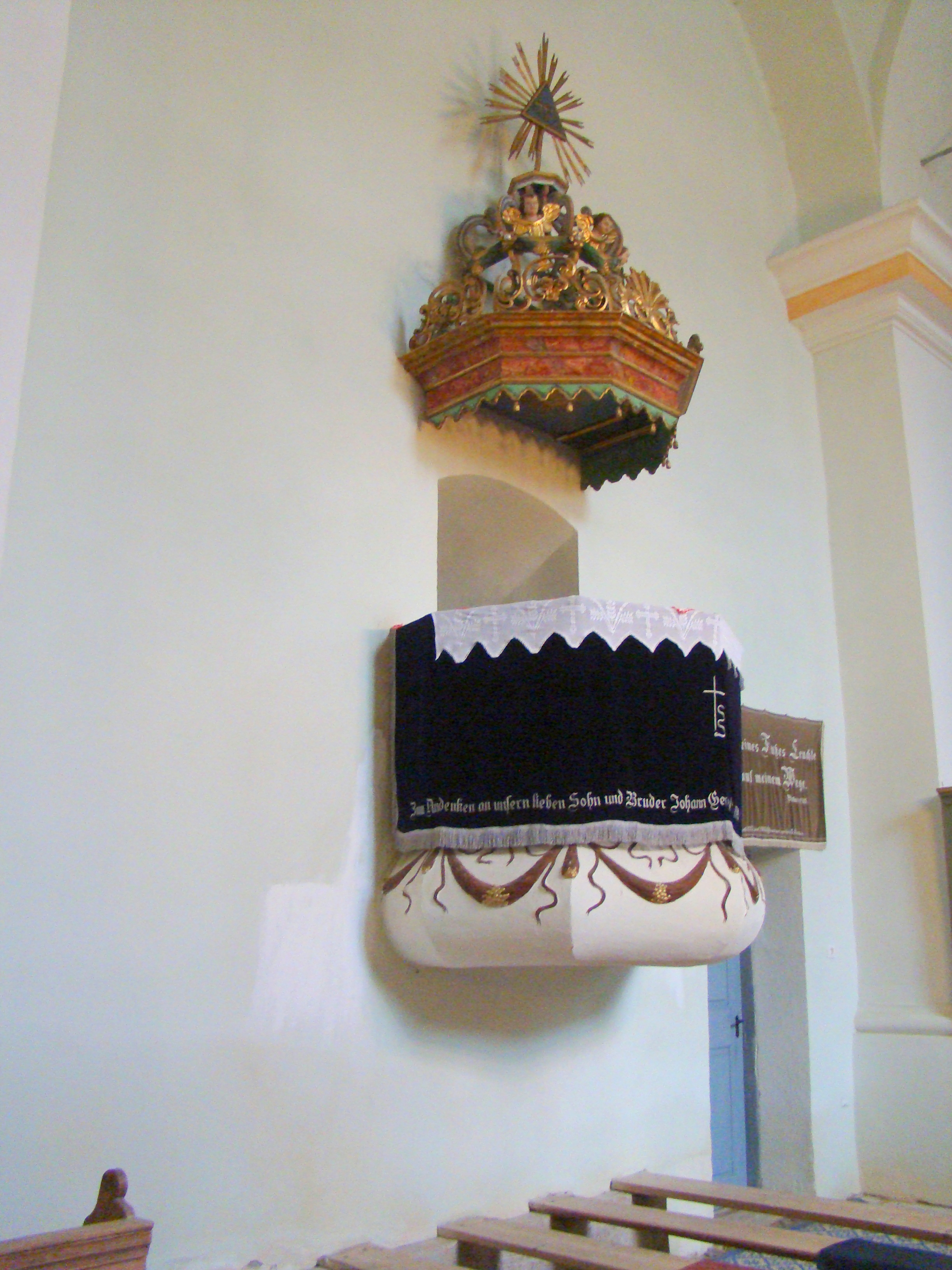
Amvonul

Biserica fortificată din Ticușu Vechi este un ansamblu de monumente istorice aflat pe teritoriul localtății Ticușu Vechi. În Repertoriul Arheologic Național, monumentul apare cu codul 42085.02. În Ticușu Vechi găsim o orgă din anul 1757, o orgă cu 8 registre, un manual și fără pedal.
Ansamblul este format din două monumente:
- Biserica evanghelică, sec. XV - XIX, 1804 - 1806, 1823-1827 (cod LMI BV-II-m-B-11832.01)
- Incintă fortificată cu turnuri, sec. XVI, 1803 (cod LMI BV-II-m-B-11832.02)

În 2025, un enoriaș constata: biserica este întreținută, însă nu se țin slujbe în fiecare zi, situație care pune în pericol biserica și orga. În biserică vin mulți jderi, în orgă se află cuiburi de păsări și ambele foale sunt perforate. Dar avem măcar o biserică pe care o putem folosi, și o orgă care, totuși, mai este funcțională (chiar dacă nu se cântă la ea, ci la o orgă electrică aflată jos, în fața congregației).

## Localitatea
Ticușu Vechi, mai demult Tecușul Vechi, Ticușul Săsesc, Ticușul Sașilor, Găinar (în dialectul săsesc Täkes, Täckes, în germană Deutsch-Tekes, în maghiară Szásztyukos, Tyukos) este satul de reședință al comunei Ticuș din județul Brașov, Transilvania, România. Prima mențiune documentară este din 1373.

## Biserica

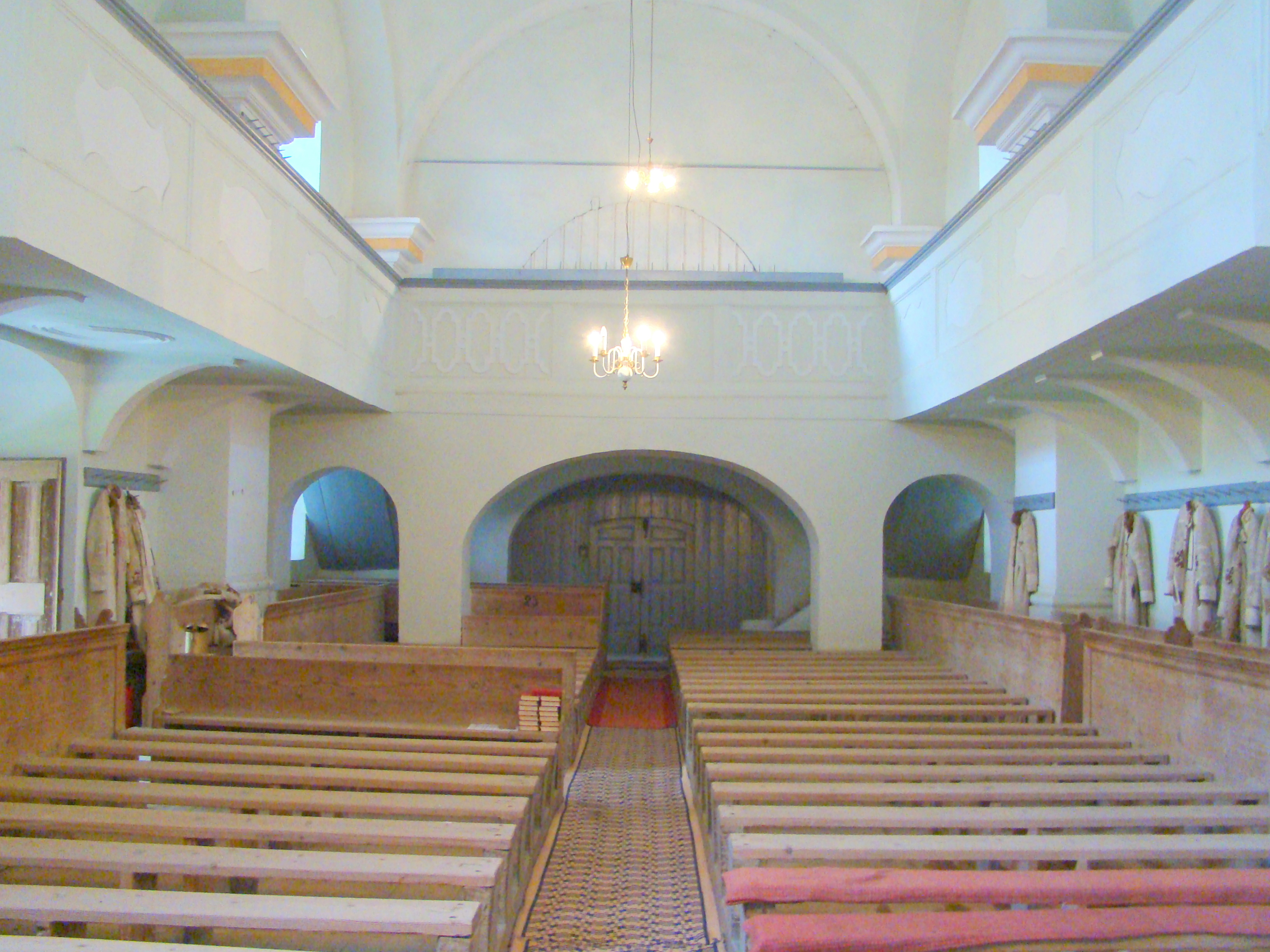
Interiorul bisericii, văzut din fața altarului.

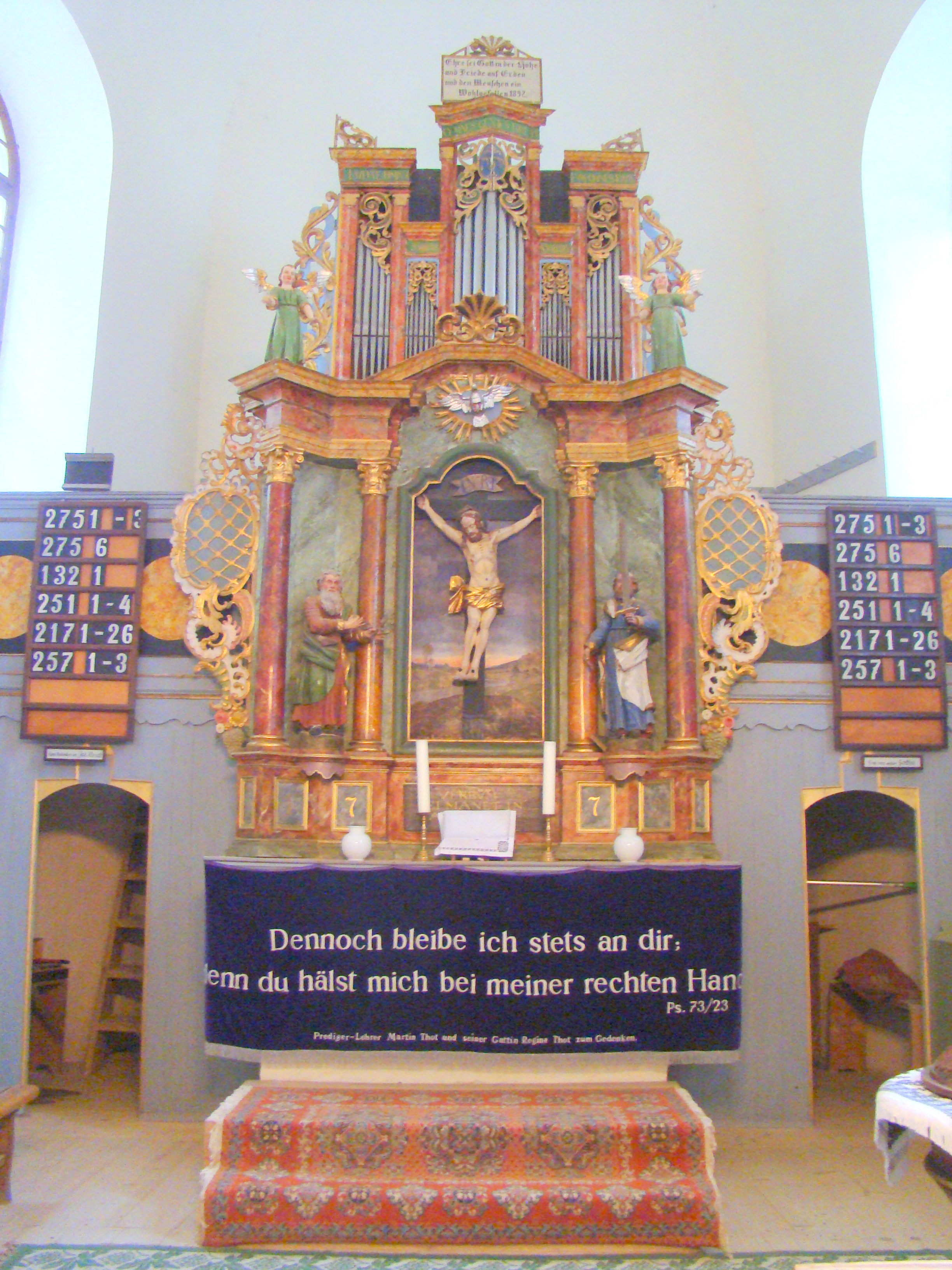
Orga și altarul bisericii.

Biserica veche medievală a fost puternic afectată de cutremurul din 1802. Ca urmare, în anii 1804-1806, s-a edificat un nou turn-clopotniță, iar între 1823 și 1825 o biserică nouă, pe locul bisericii medievale demolate. A fost construită în stil neoclasic, cu o singură navă și închidere pe trei laturi la est.

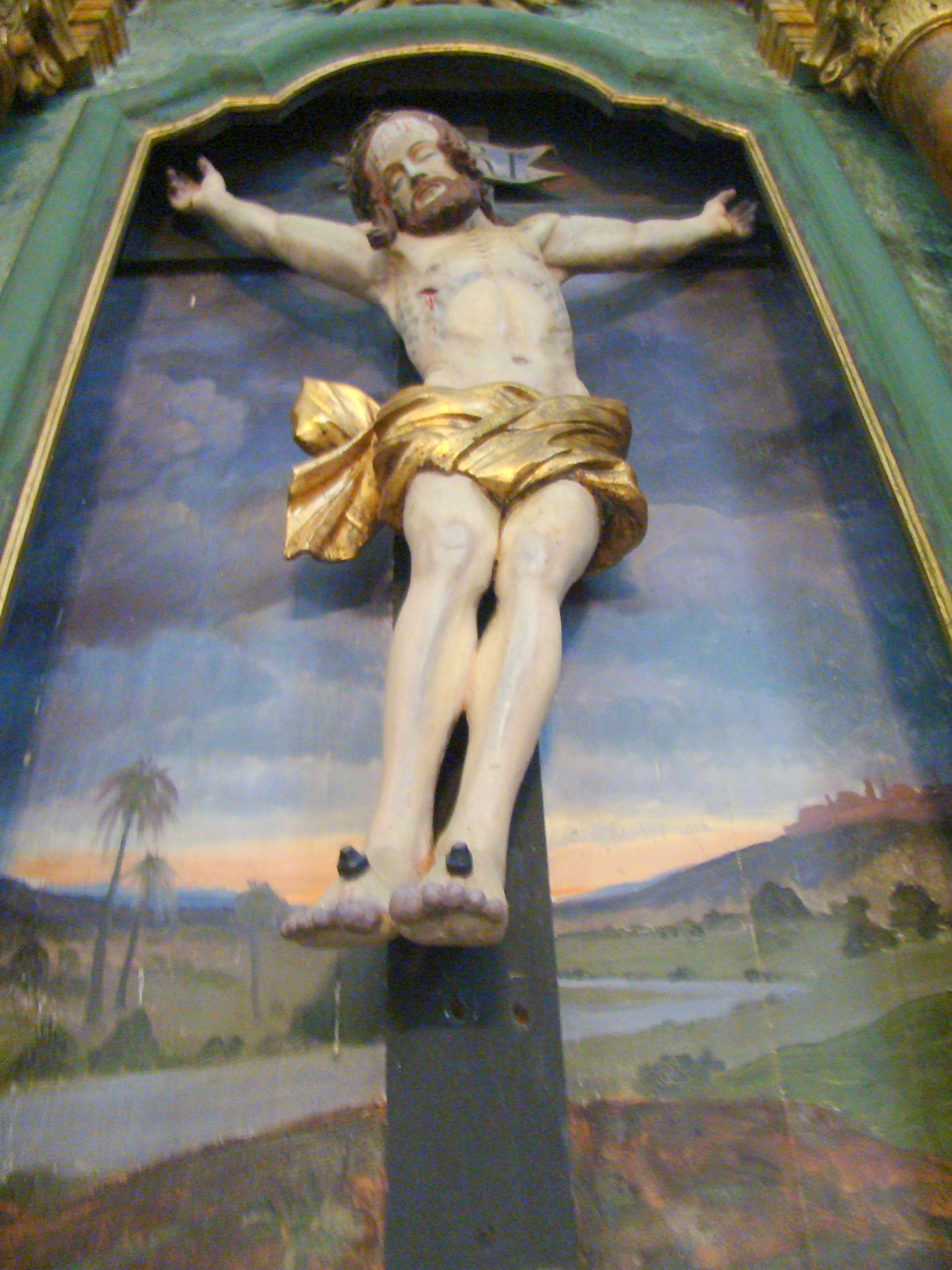
Crucifixul de la altarul realizat în atelierul lui Johannes Folberth din Sighişoara în 1772

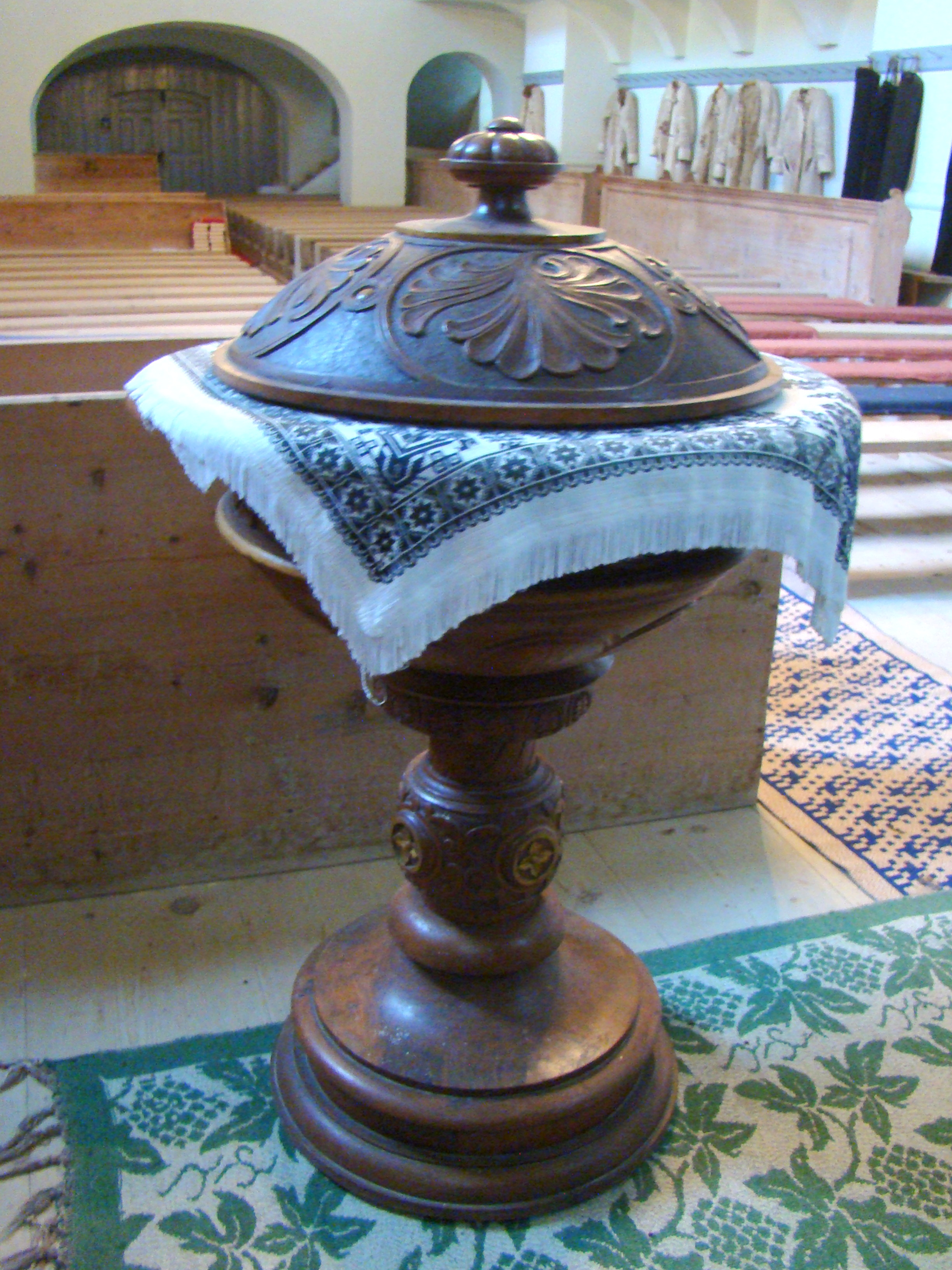
Cristelnița de lemn

Biserica din sec. XIX a moștenit un valoros inventar de la cea anterioară: un altar realizat de Johann Folberth în 1772, o orgă concepută de Johannes Baumgartner la 1757 și un amvon baroc.

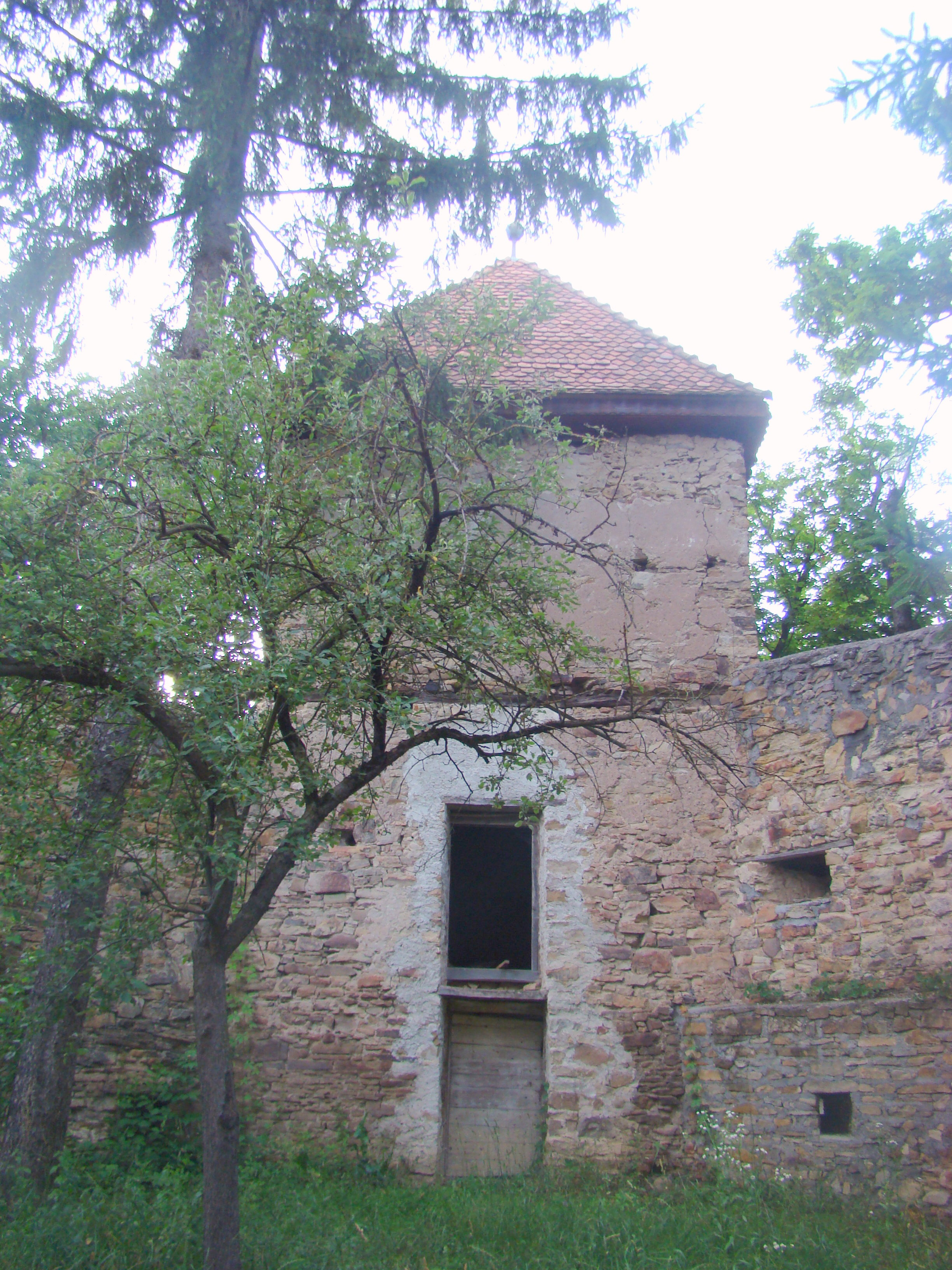
Turn și segment de curtină cu guri de tragere.

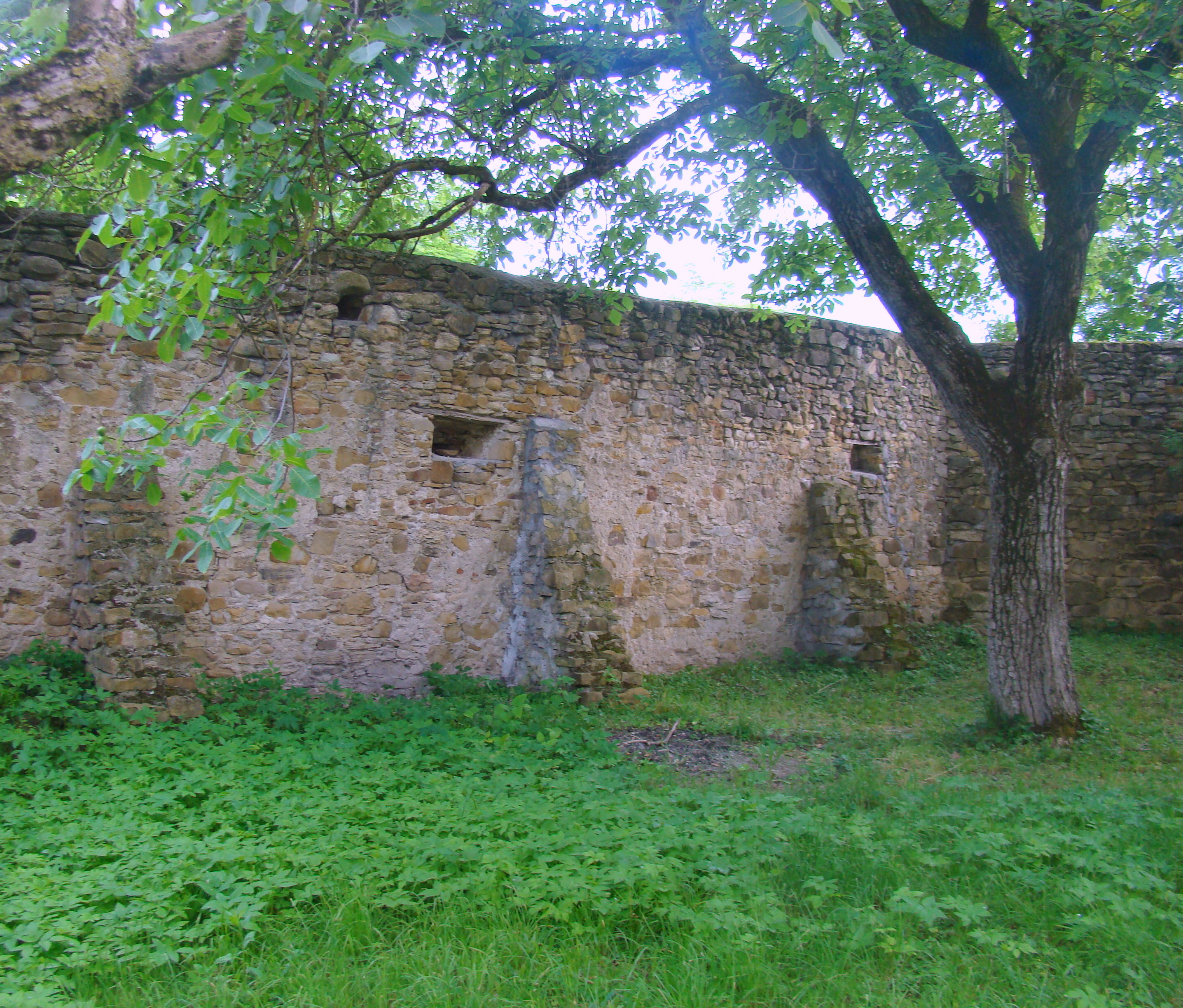
O parte din curtină

Curtina din jurul bisericii, datând probabil din prima parte a veacului al XVI-lea, are un plan trapezoidal alungit pe axa lăcașului de cult, cu latura scurtă la est. Pe latura de vest există o poartă cu arc semicircular și două frânturi de contraforturi. Ferestre de tragere se întâlnesc doar pe curtinele de nord și vest.
Se conservă în întregime două turnuri de colț (din nord-est și nord-vest) și unul fragmentar (sud-vest), cu planimetrie rectangulară, amplasate aproximativ în axul unghiurilor de curtină. Turnul de sud-est a fost demolat la 1895 pentru a face loc școlii.

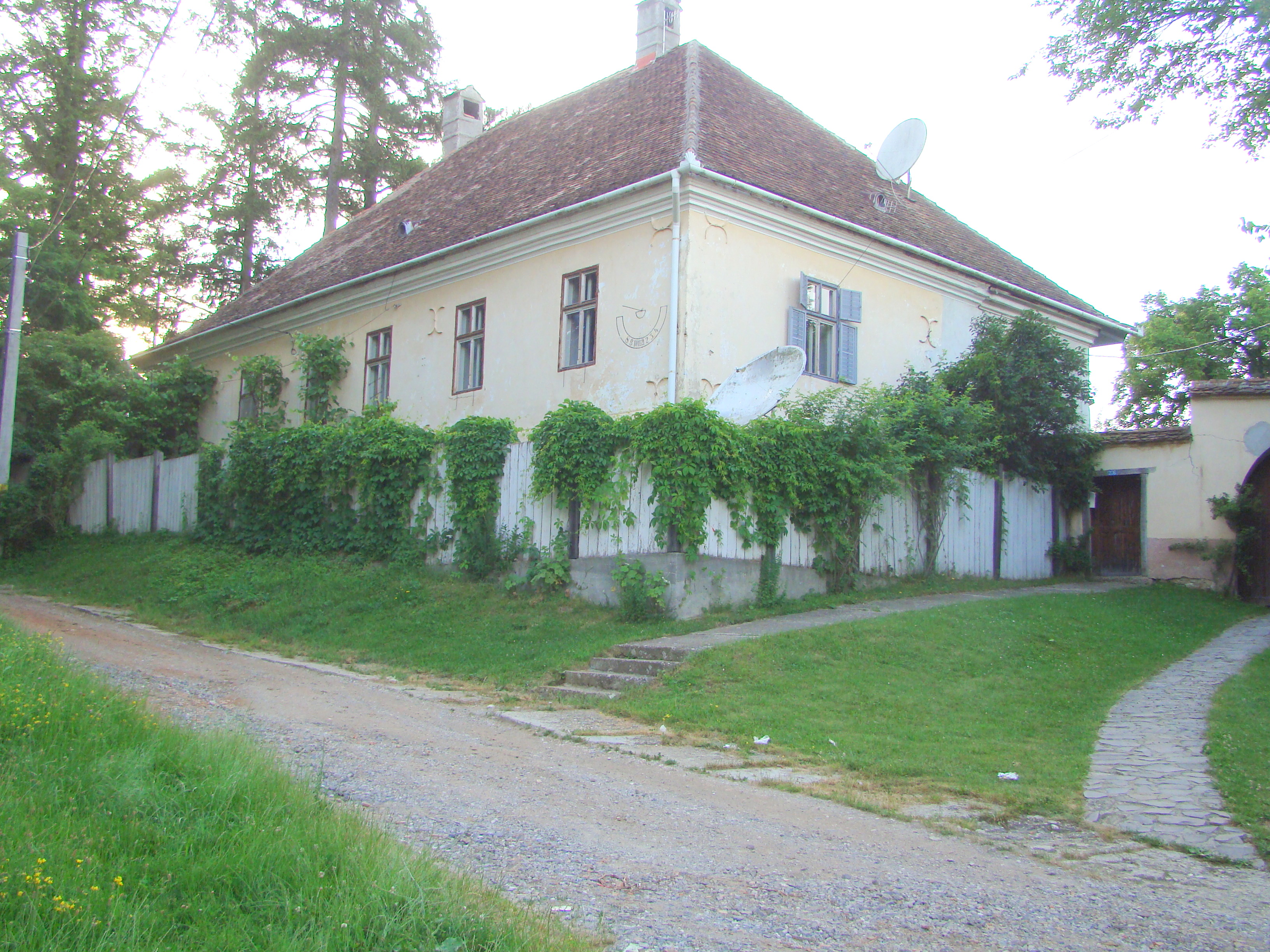
Casa parohială evanghelică

## Imagini din exterior

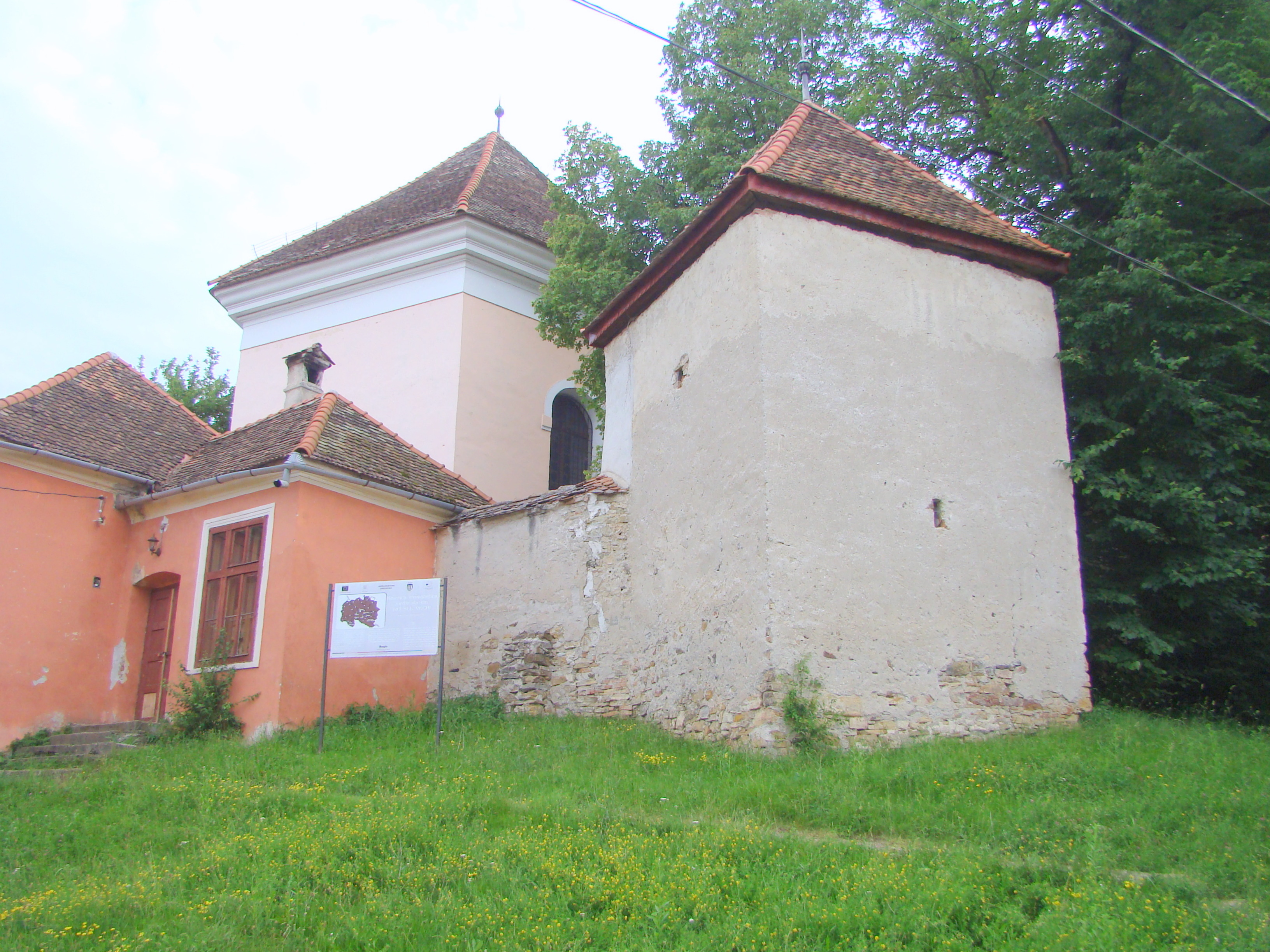
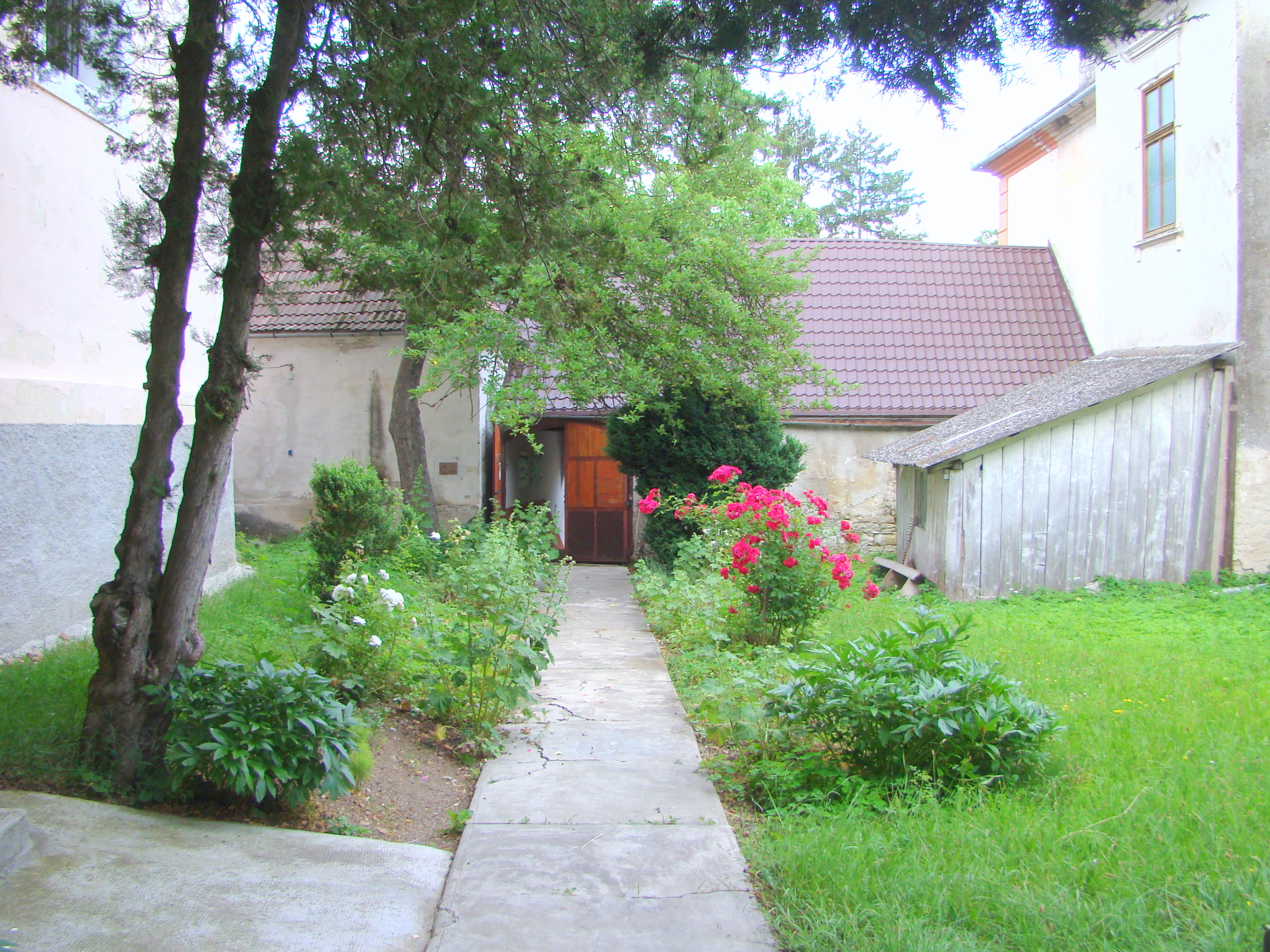
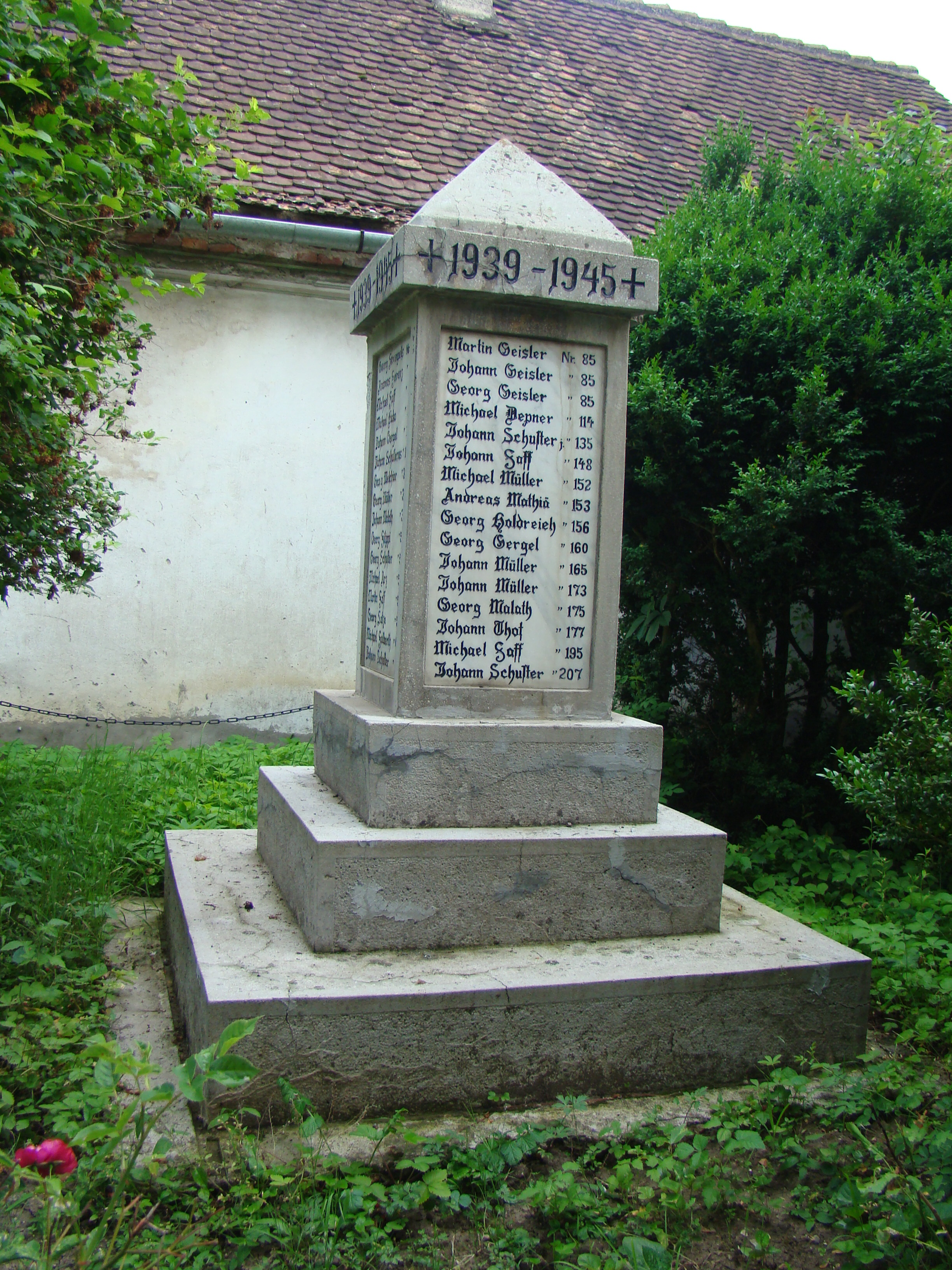
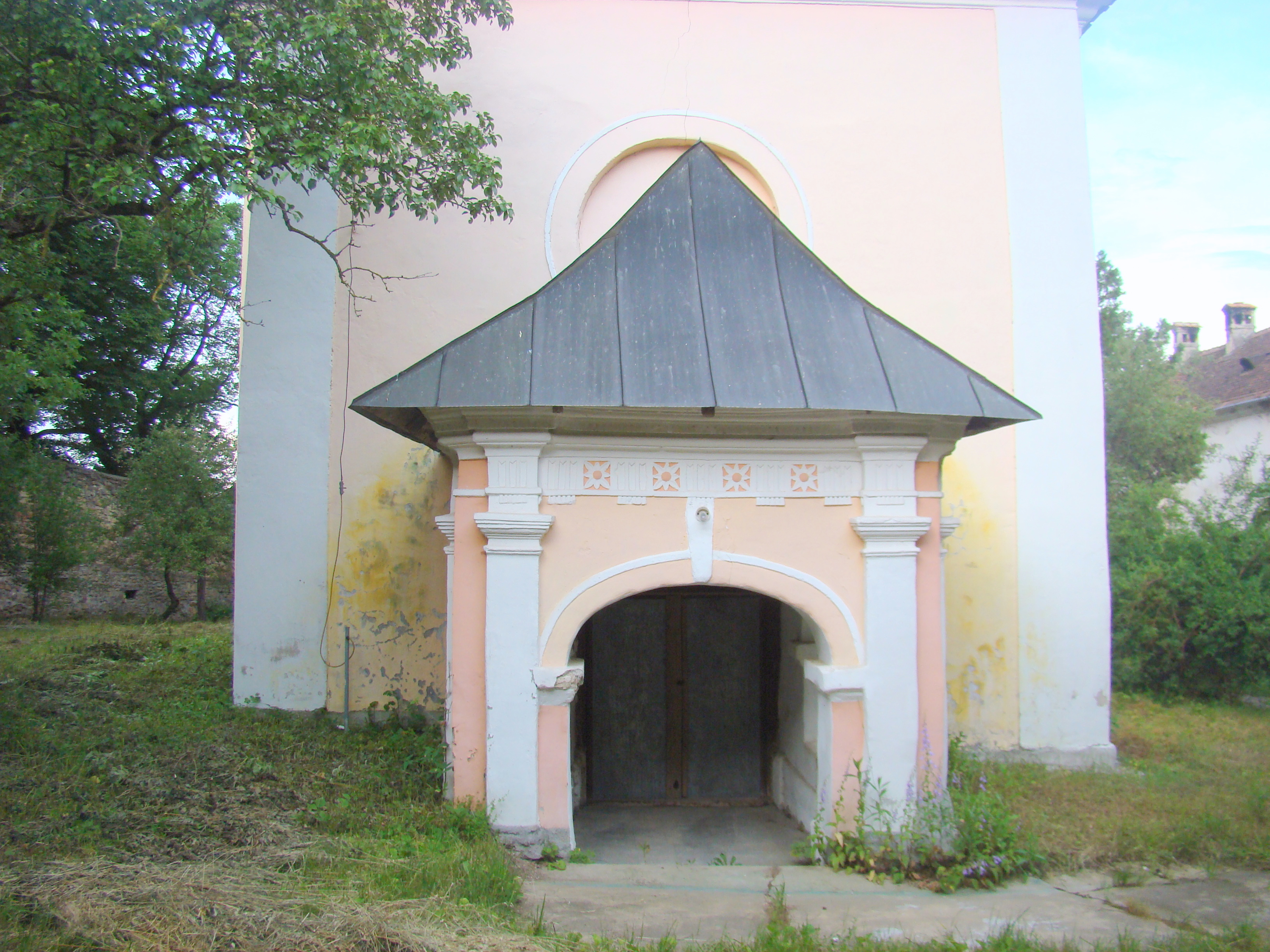
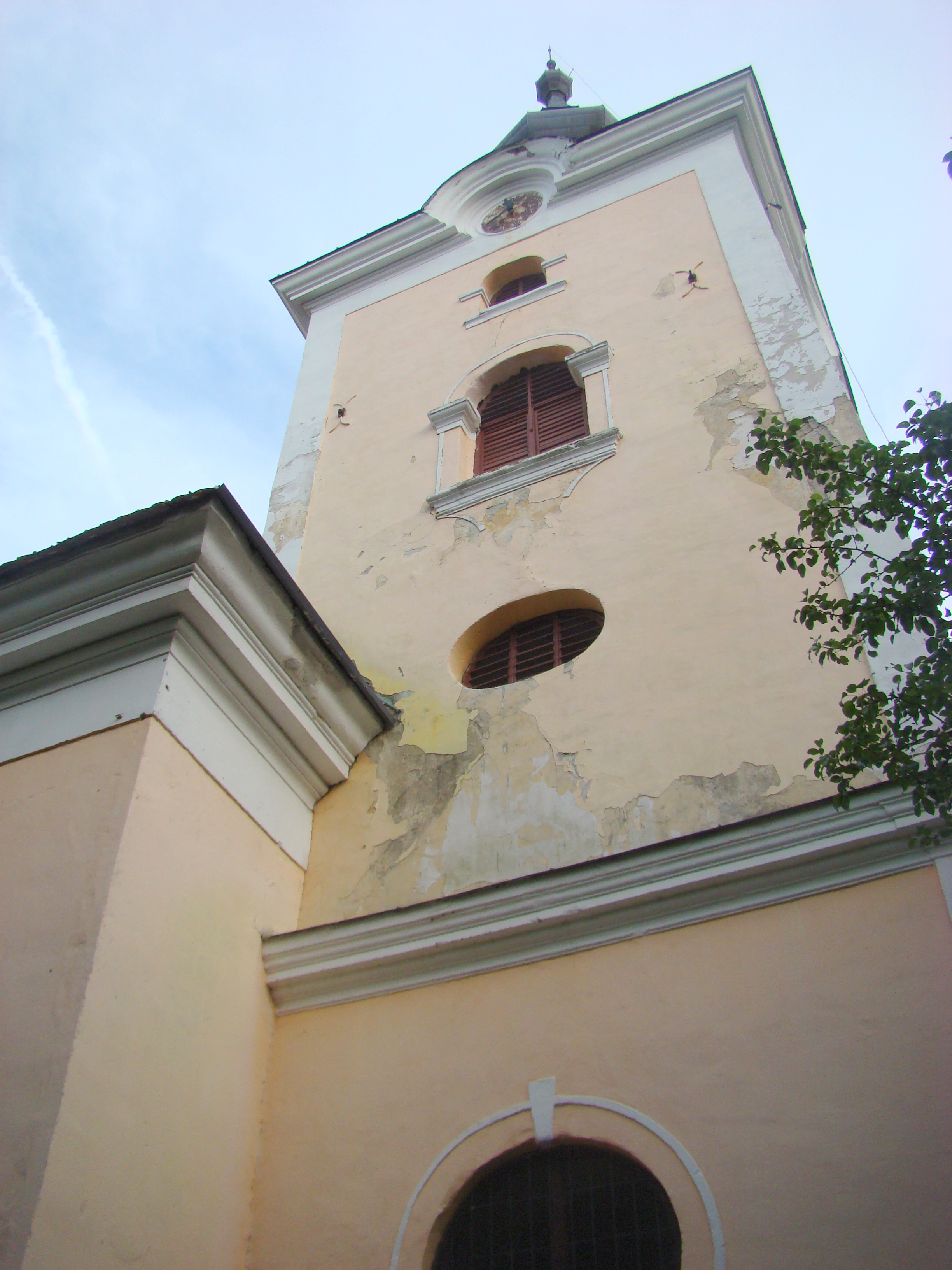
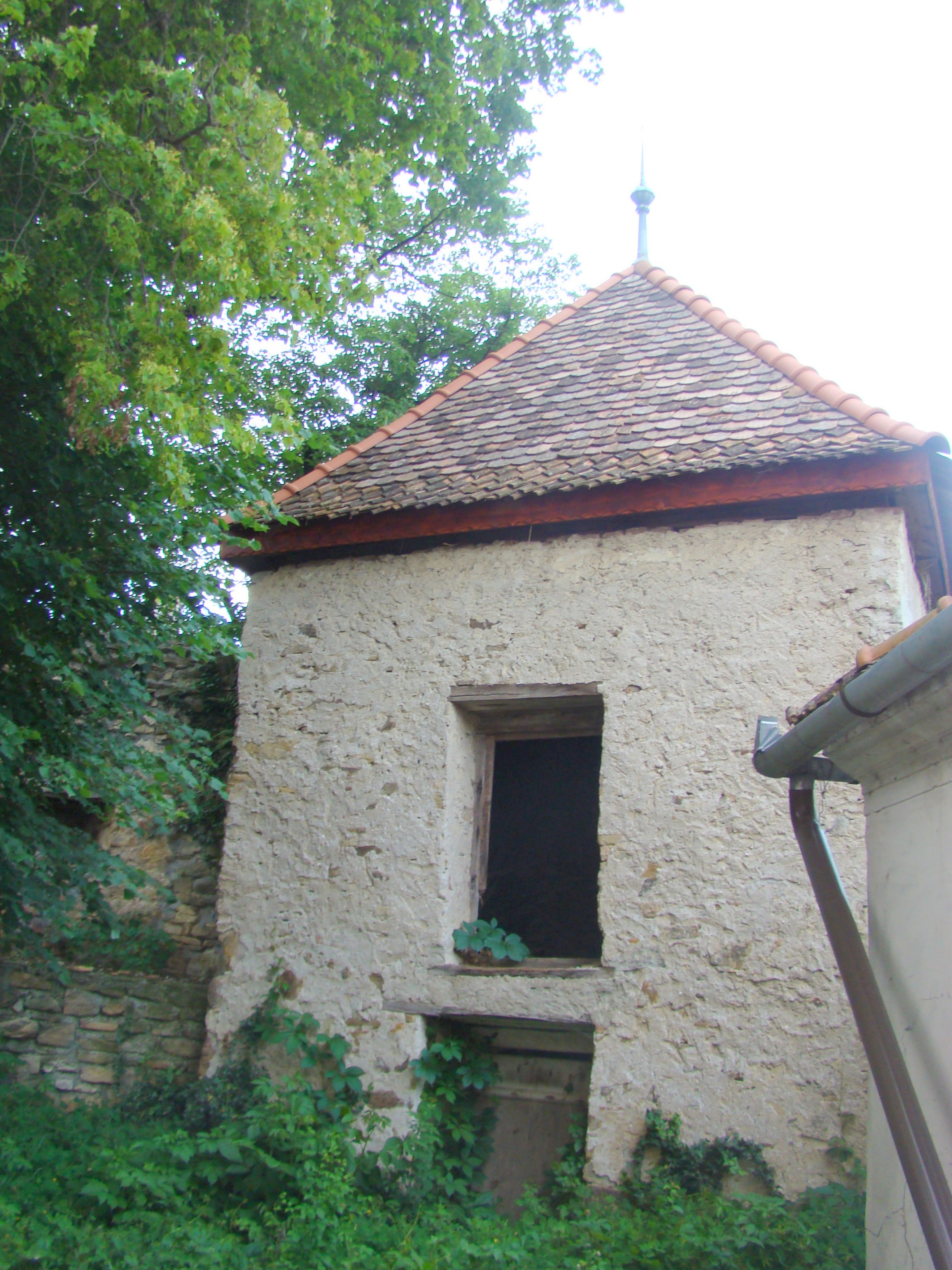
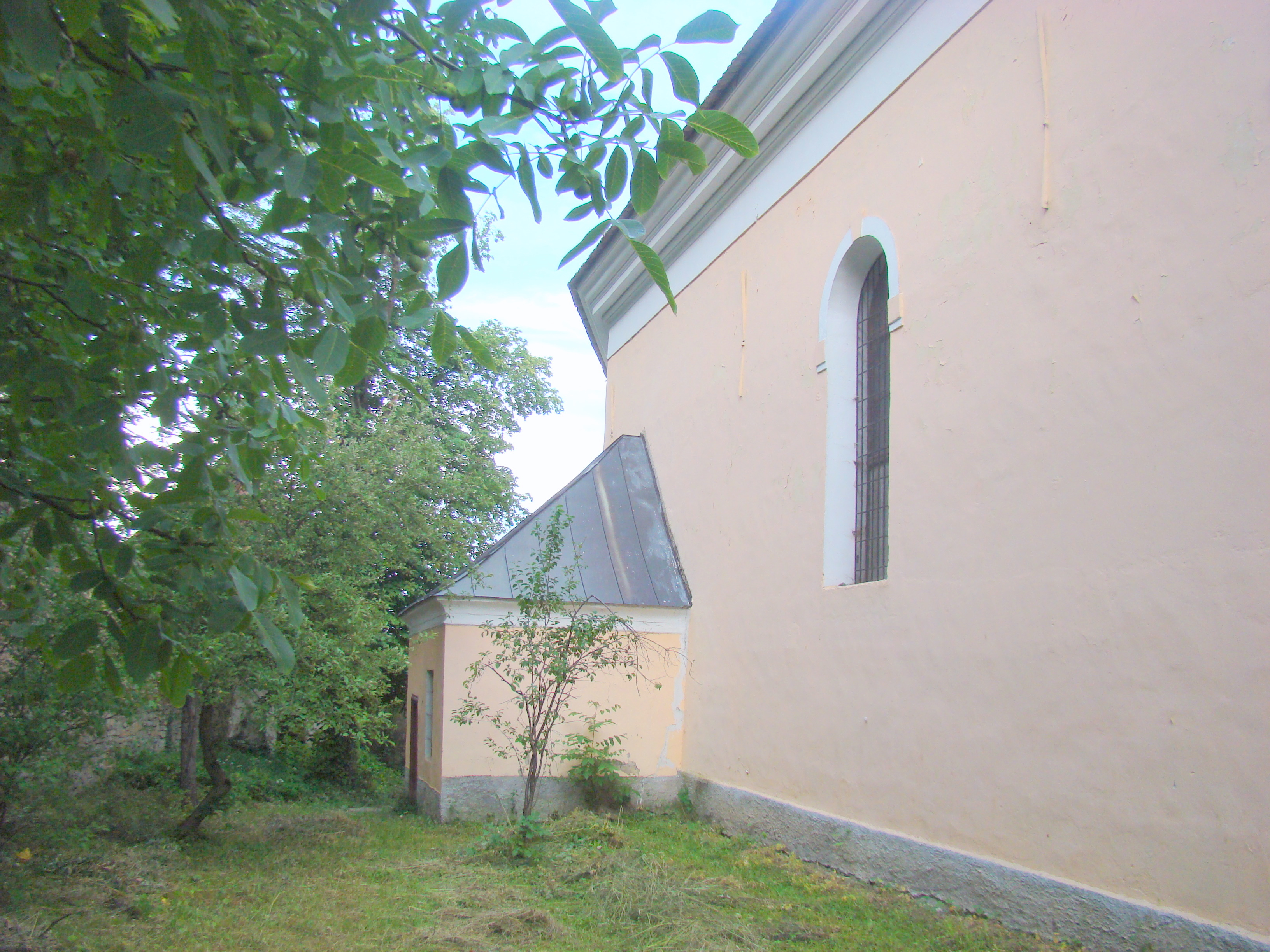
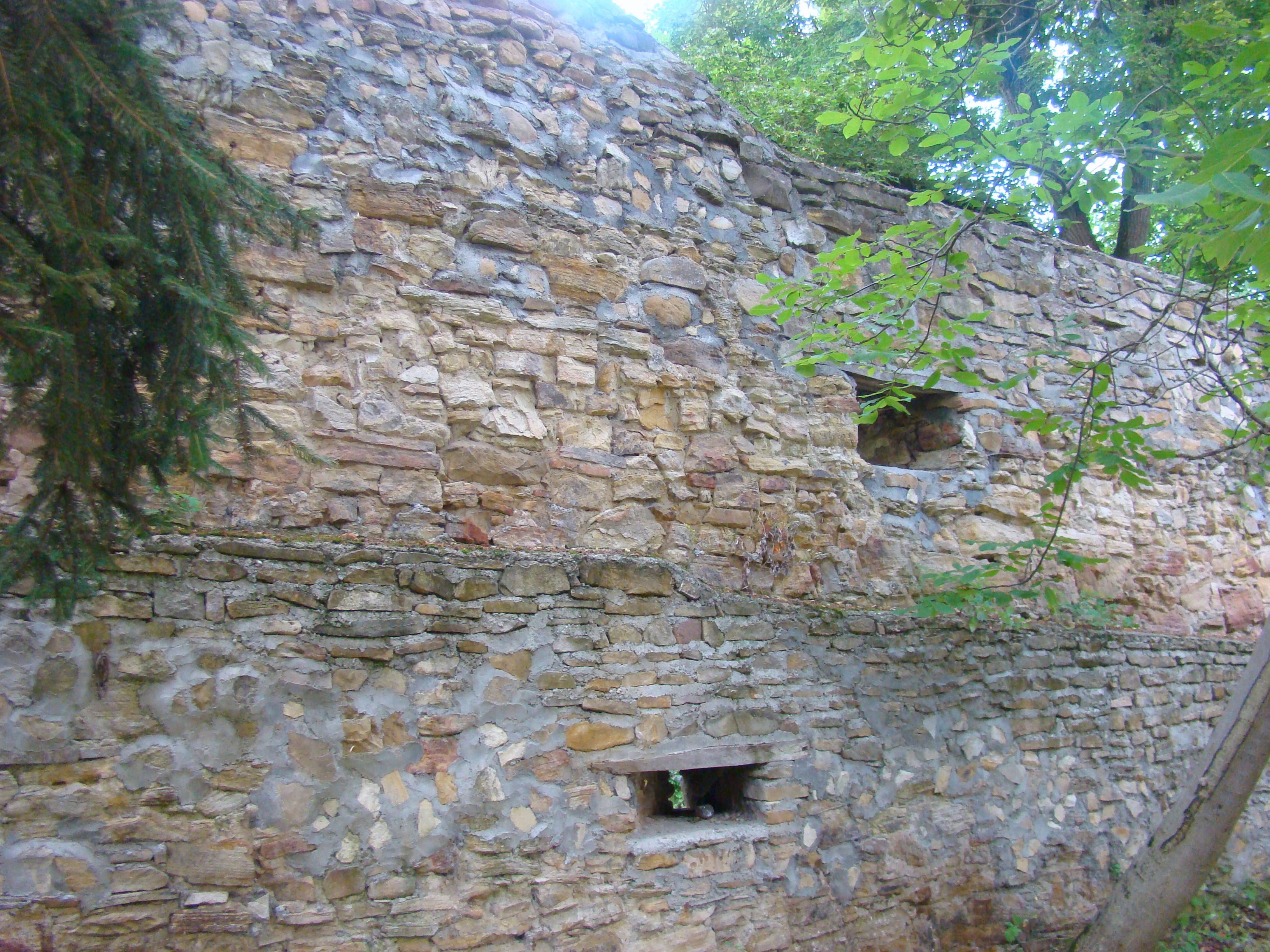
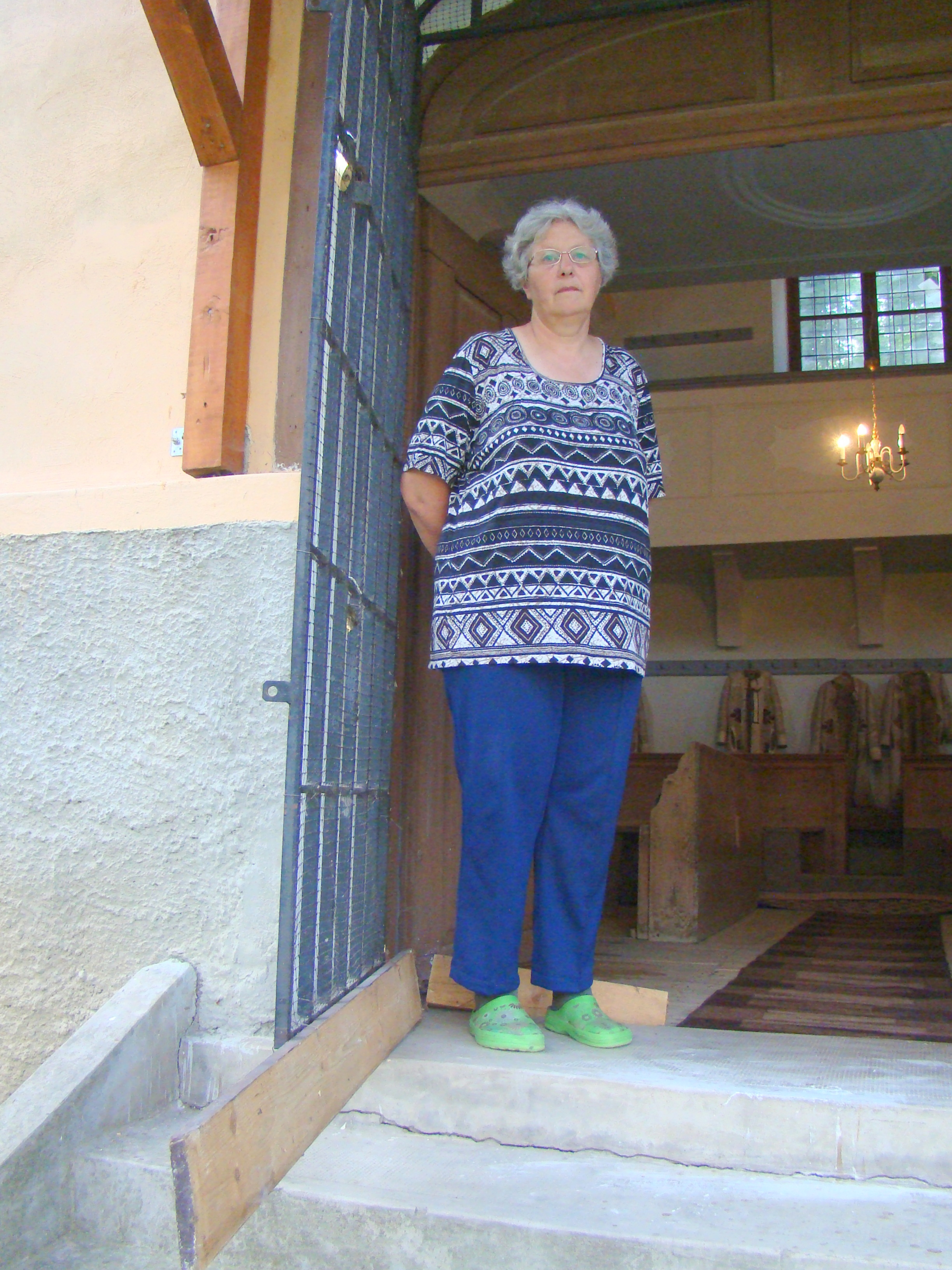
Curatorul bisericii evanghelice: Pfaff Anna

## Imagini din interior

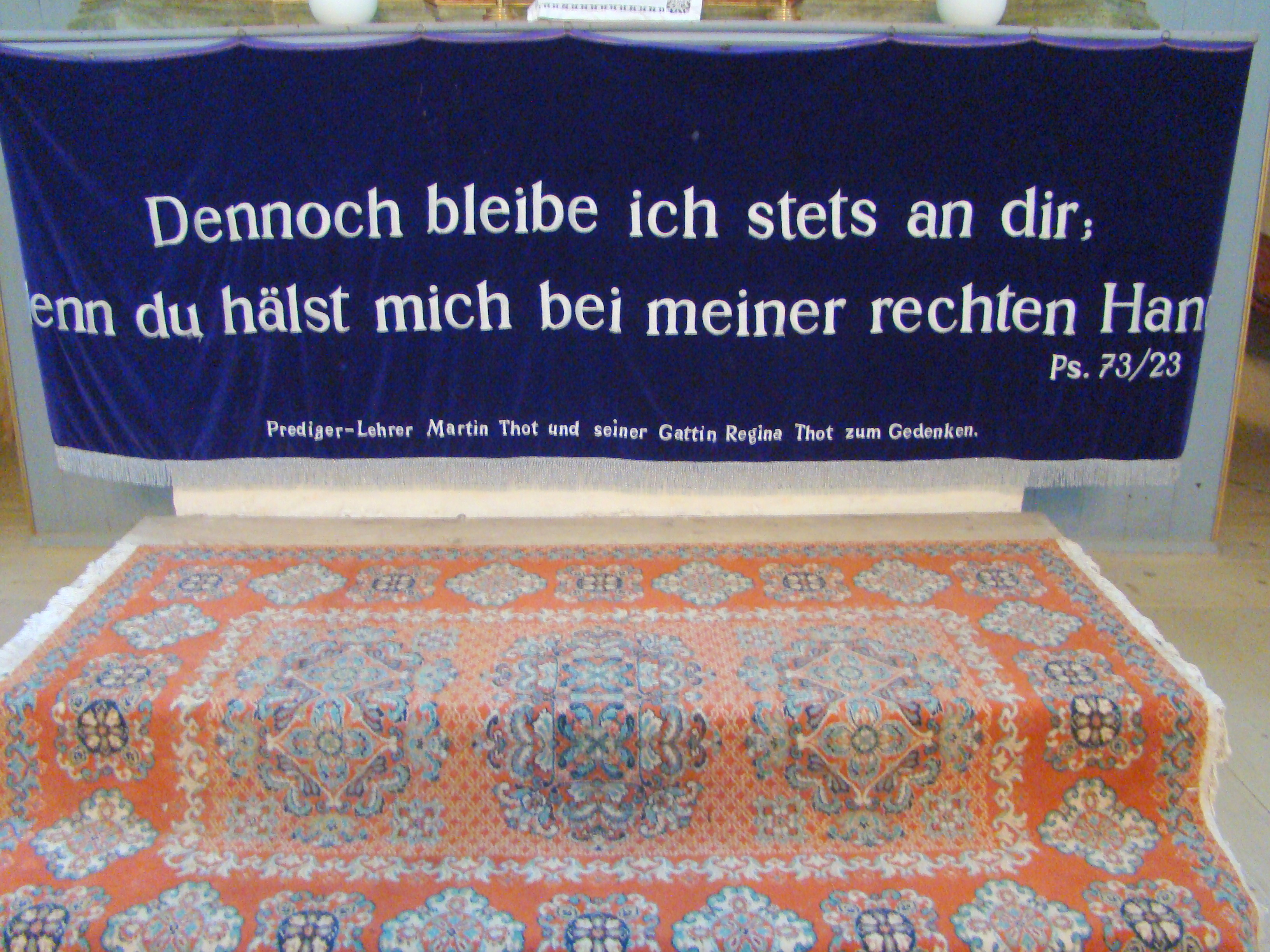
Mesajul de pe altar.
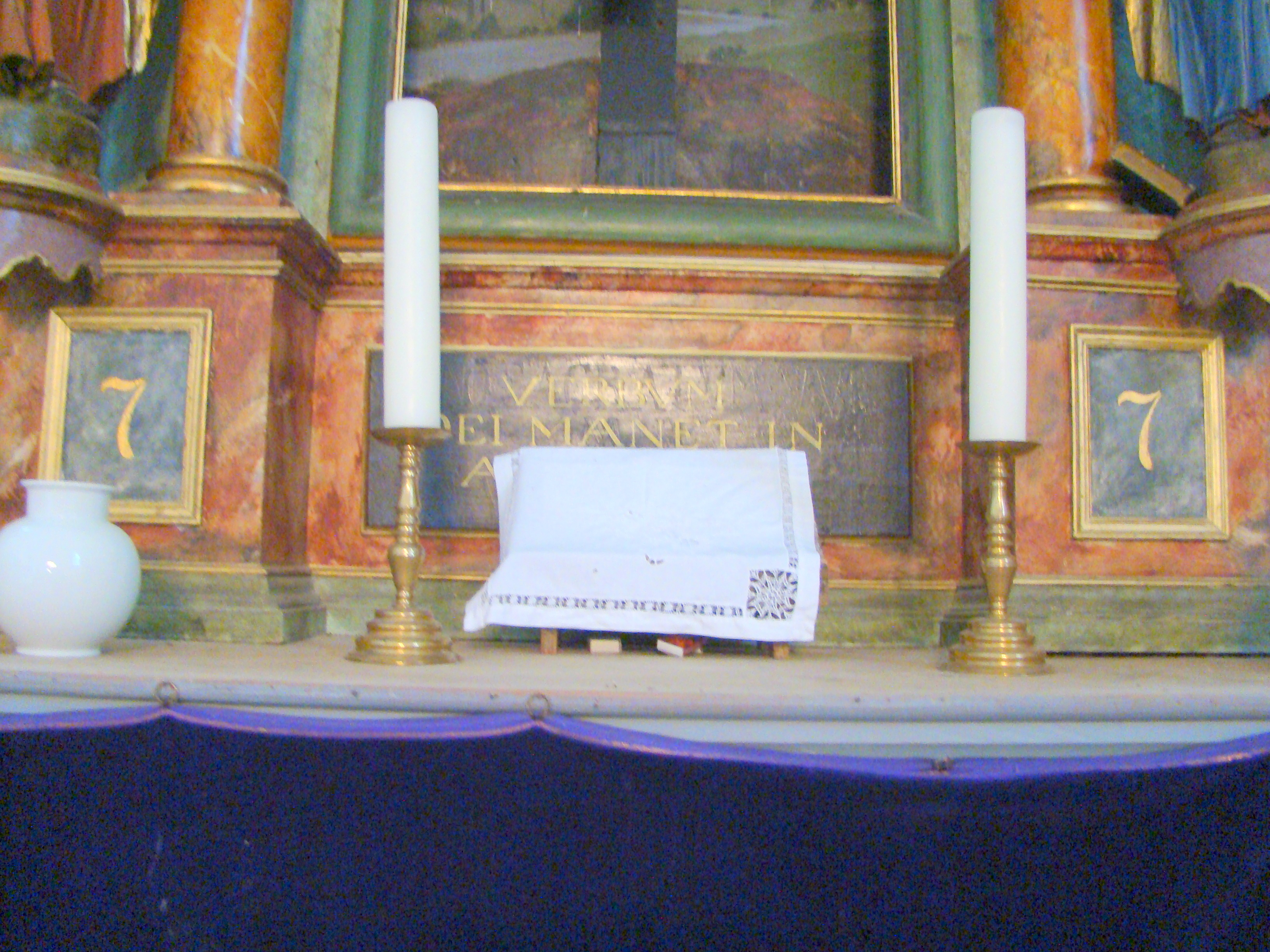
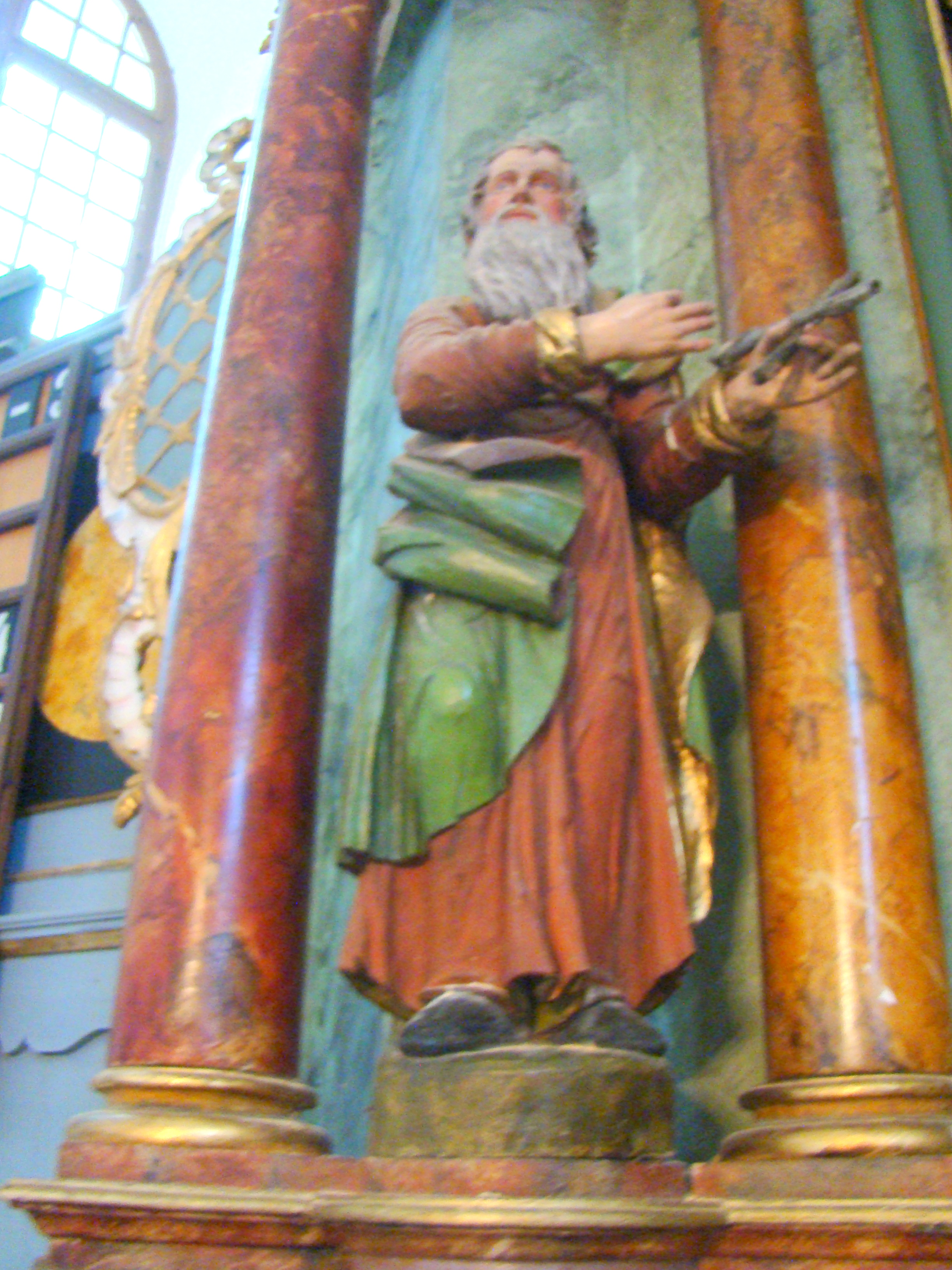
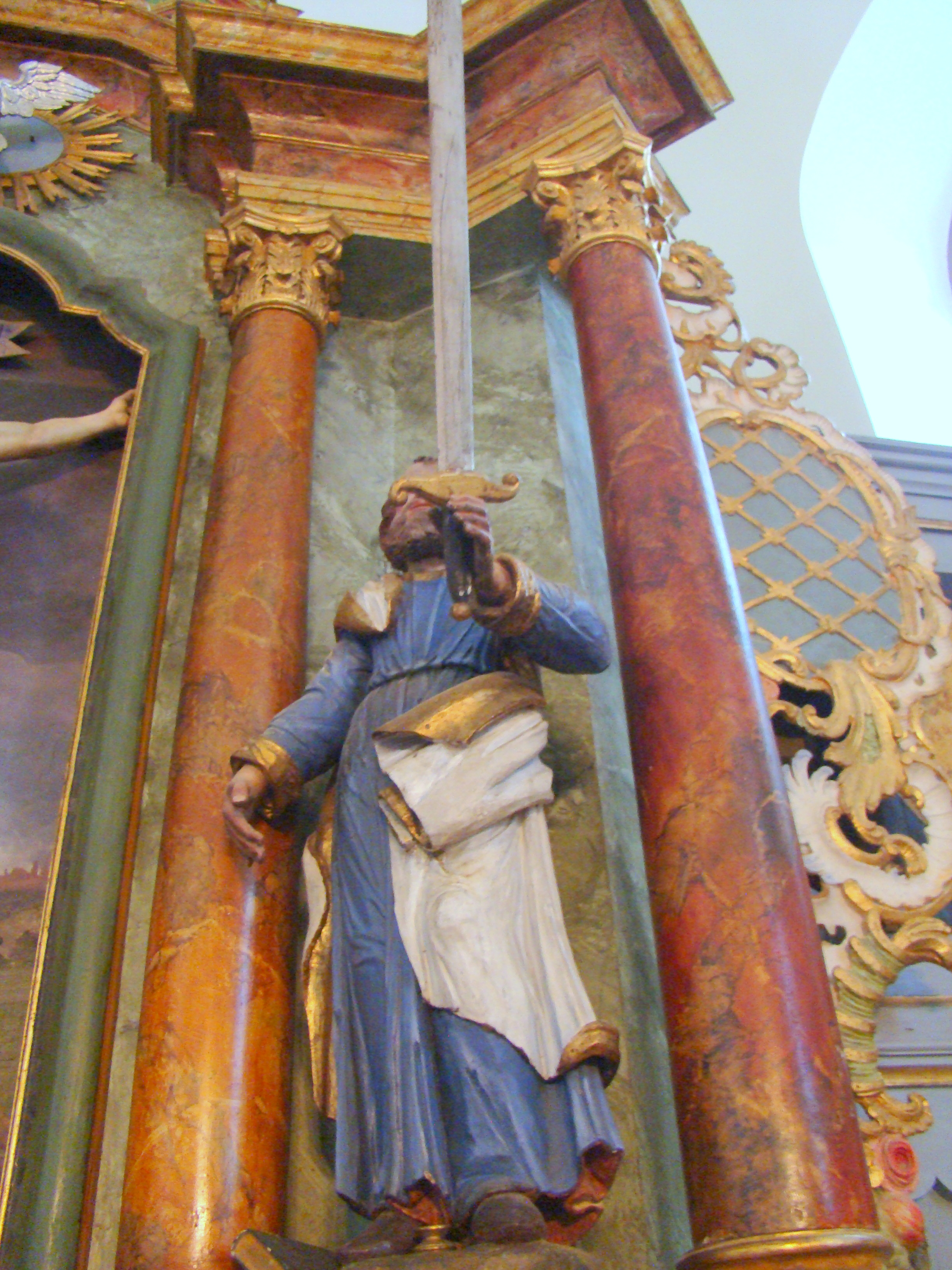
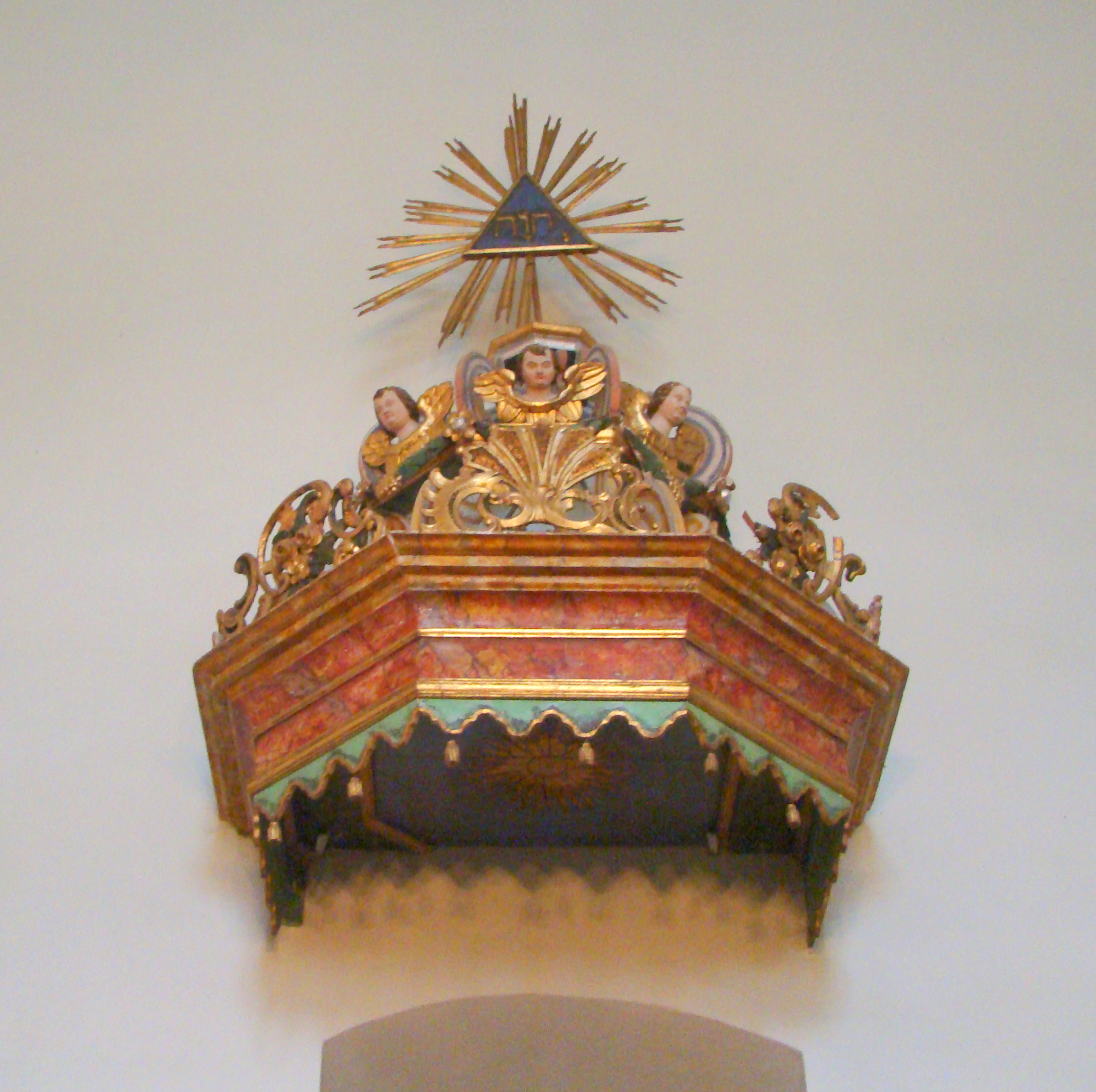
Acoperișul amvonului.
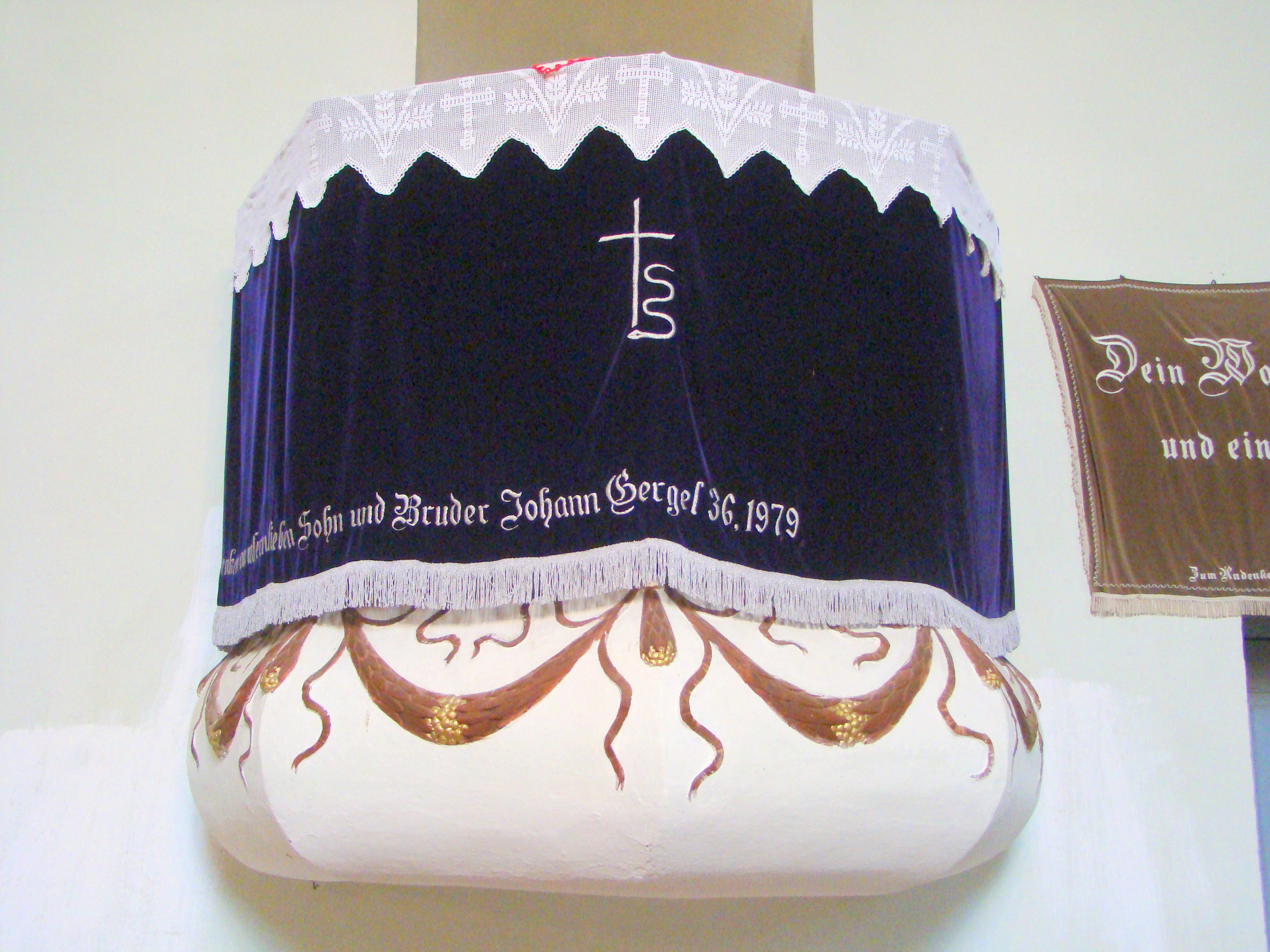
Amvonul.
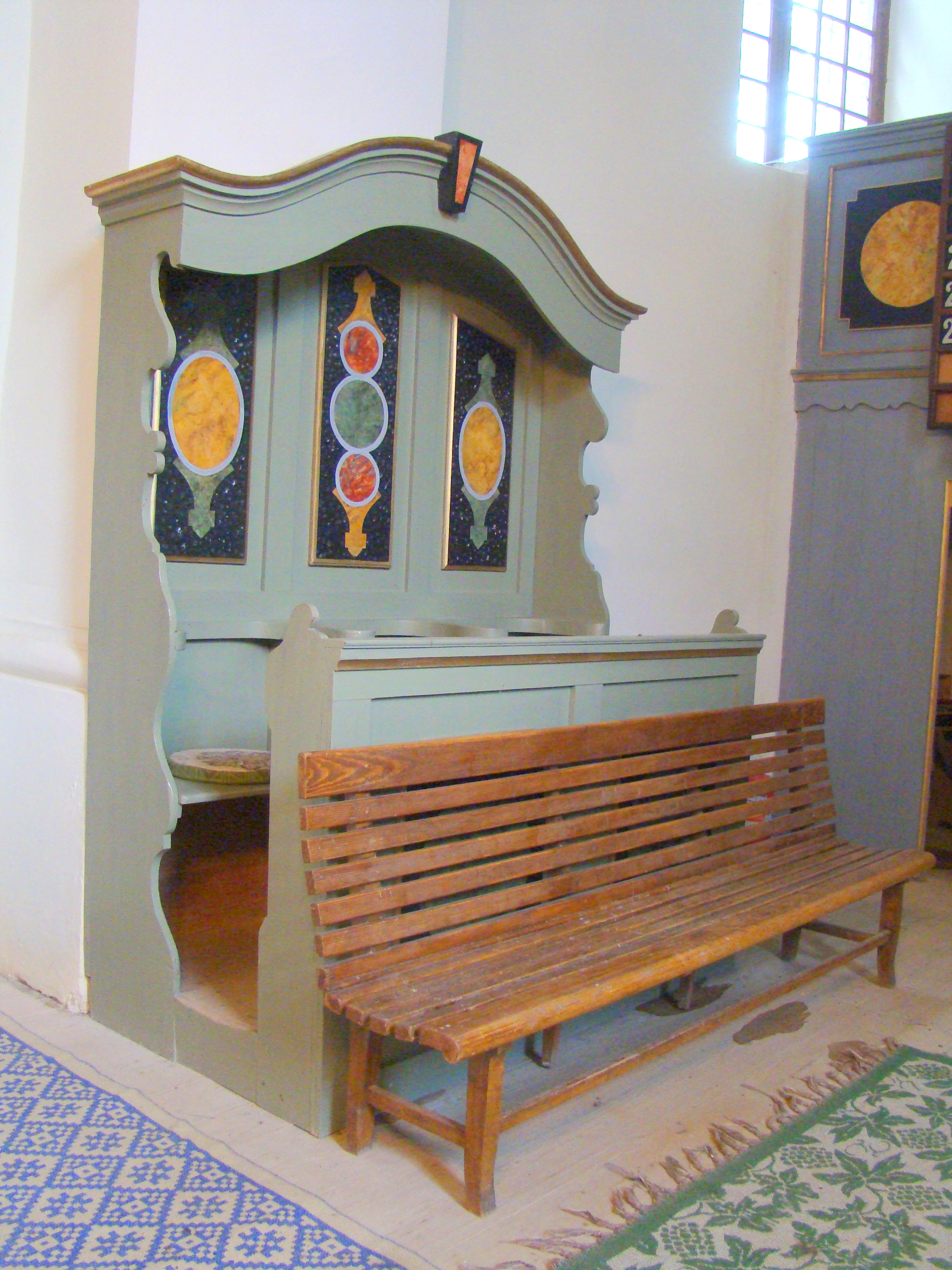
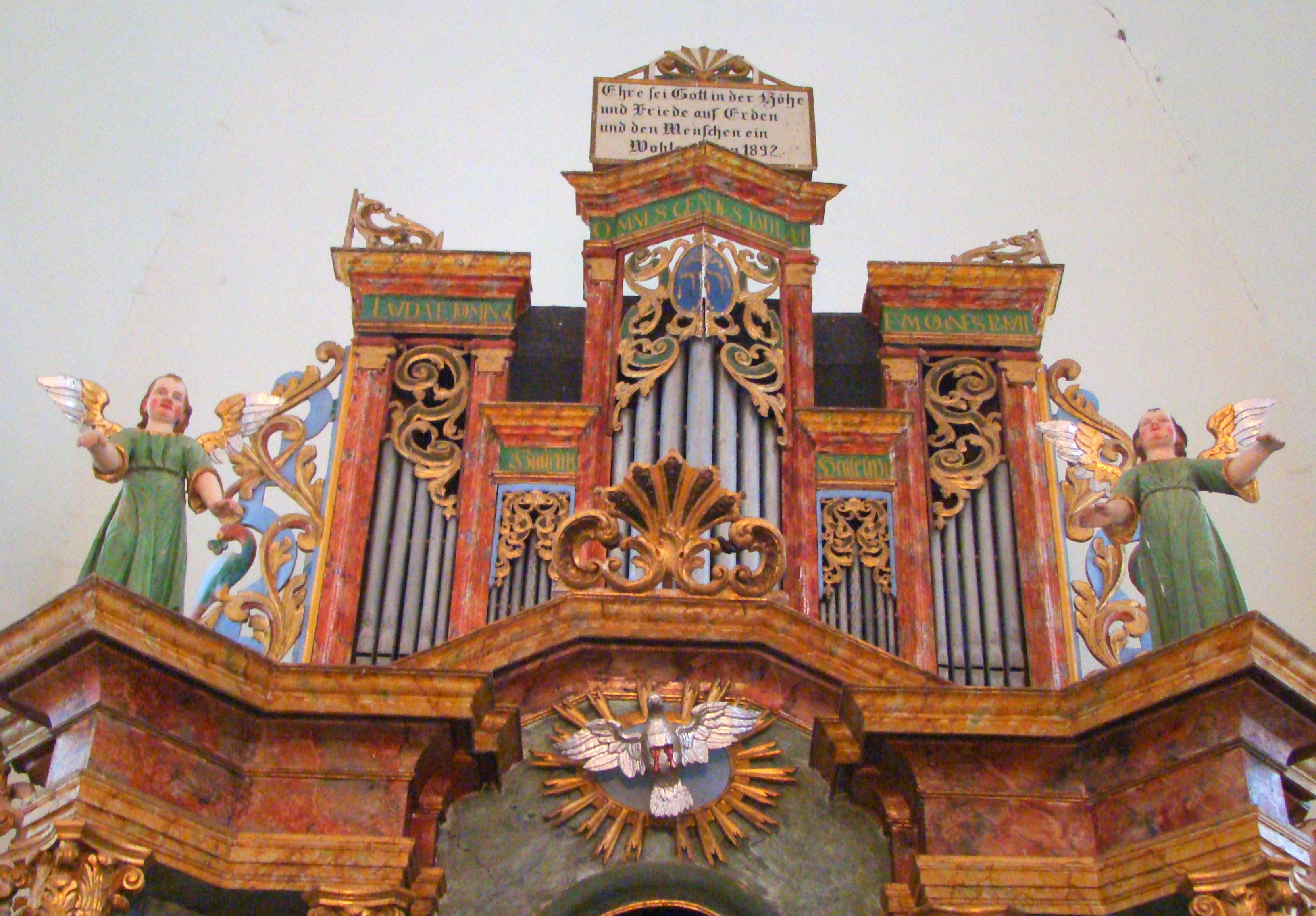
Orga și câteva ornamente din altar.
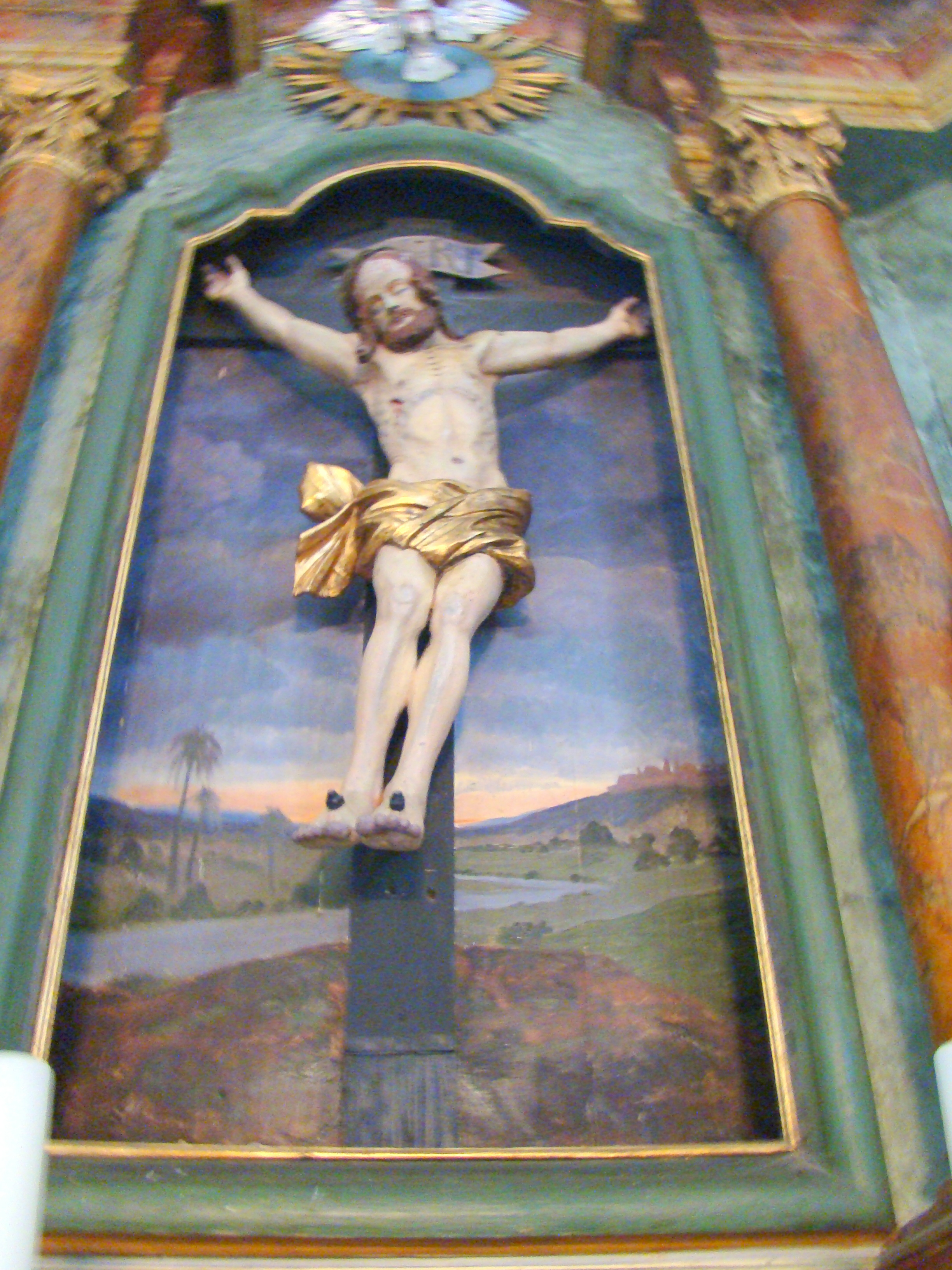
Isus răstignit pe cruce.
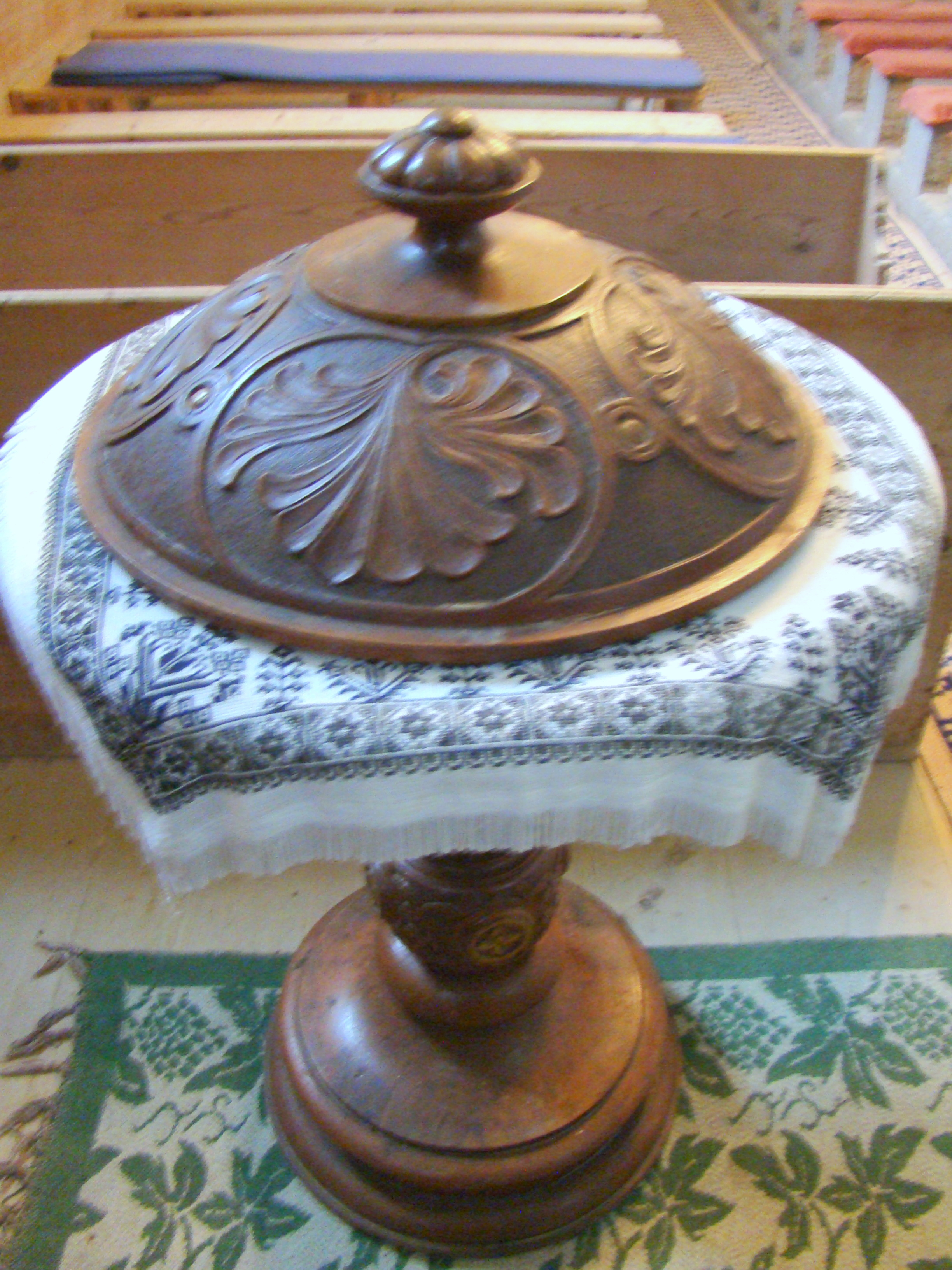
Cristelnița din lemn
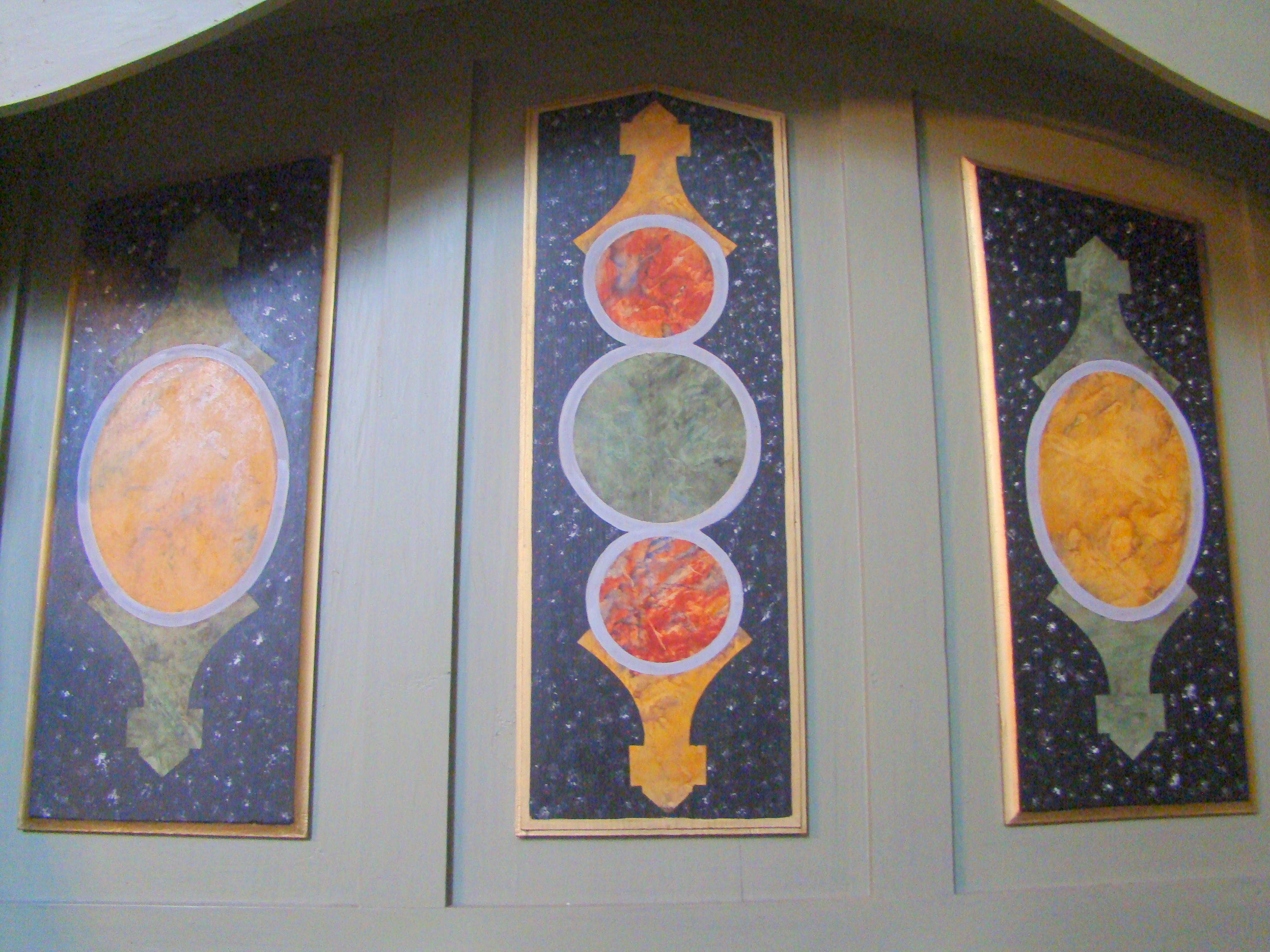
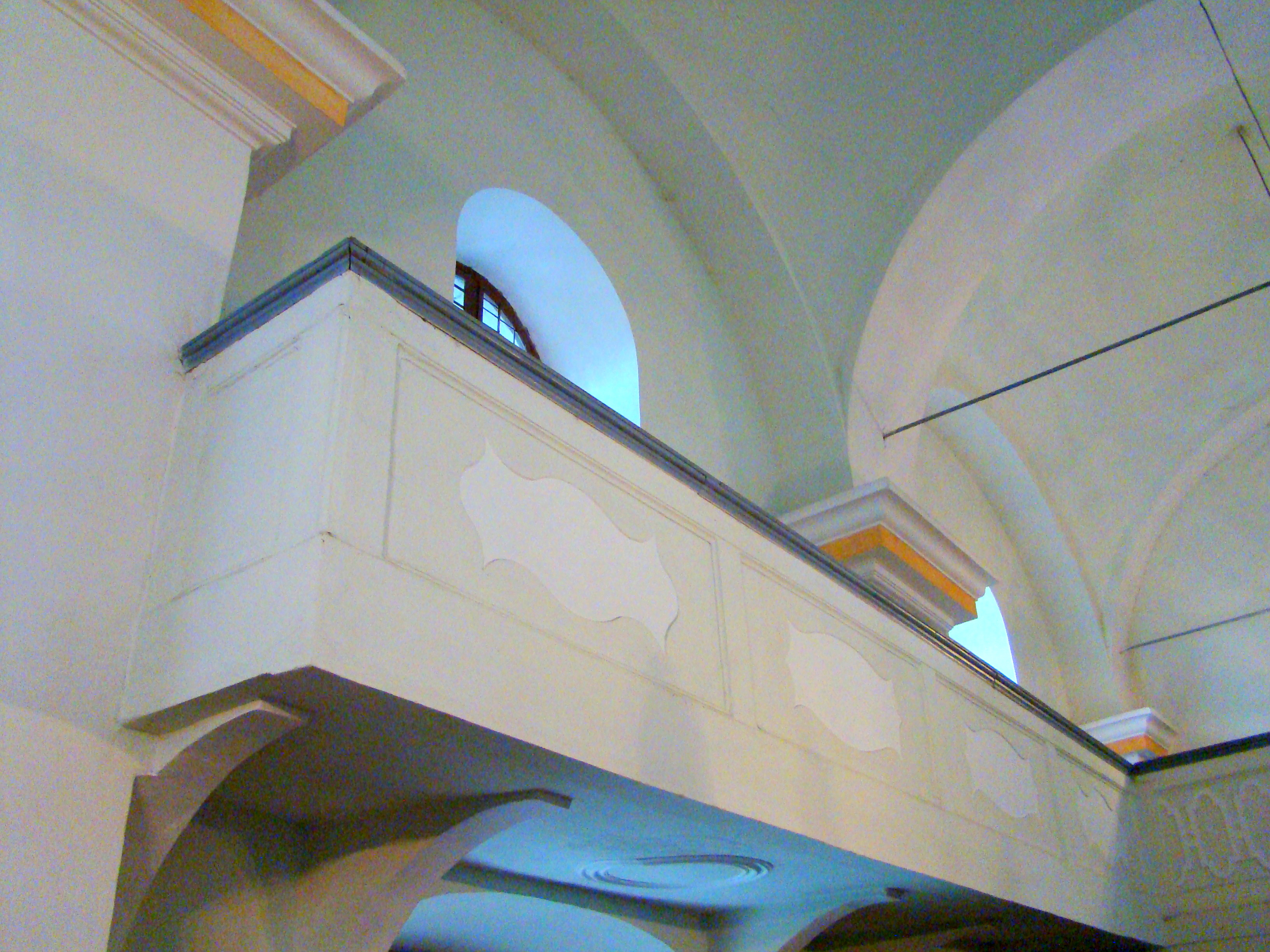
O parte din balconul interior.
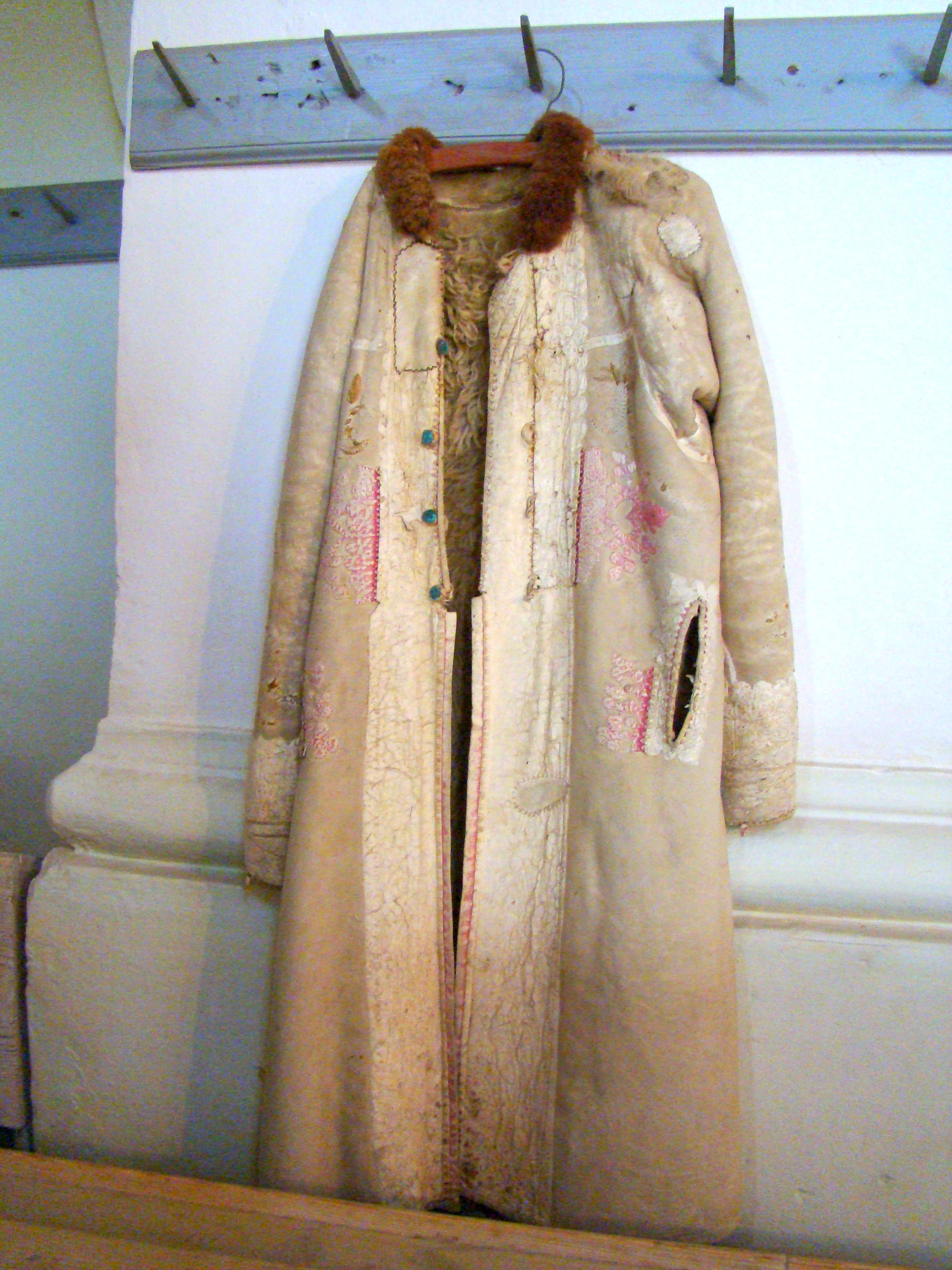
Unul din cojoacele ("Kirchpelz", textual: "blana pentru biserică") expuse în biserică.

## Vezi și
- Ticușu Vechi, Brașov